# Національний музей антропології
Національний музей антропології (Museo National Anthropologia) — офіційна назва великого музею національної культури та мистецтв в місті Мехіко. Висвітлює період культури та мистецтва місцевих народів з доісторичного періоду до 16 ст. Розташований неподалік Національний історичний музей висвітлює період історії Мексики від іспанської колонізації у 16 ст. до сьогодення.

### Будівля музею

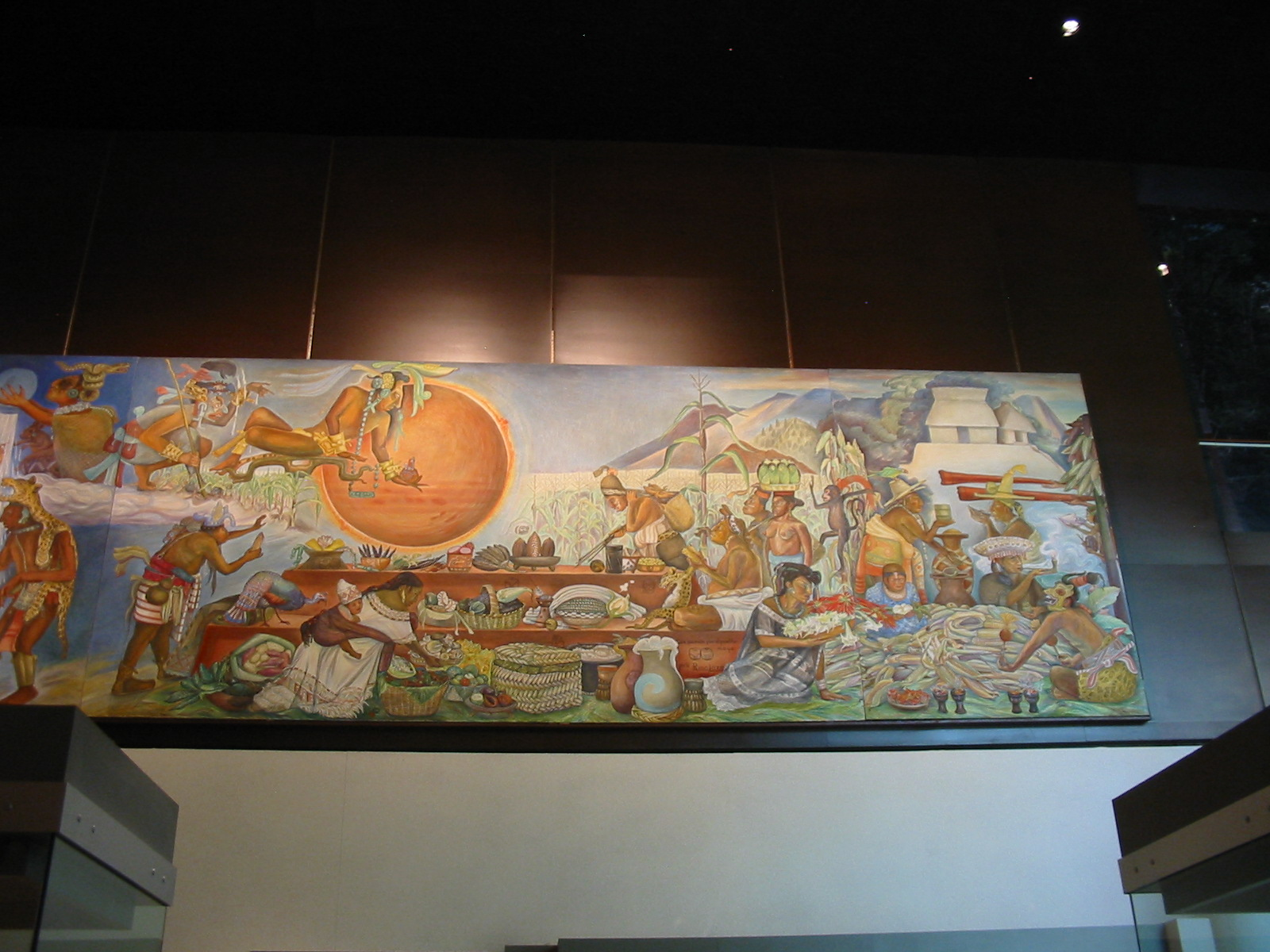

Спорудження сучасної будівлі почалося у 1963 р. в парку Чапультепек, яке урочисто відкрили 17 вересня 1964 р. (проект — архітектори Педро Рамірес Васкес, Хорхе Кампусано, Рафаель Міхарес). Споруда має як криті зали, так і експозиції просто неба, фонтани, внутрішній дворик, навіть невеликий штучний водоспад. Мексика розташована в посушливій зоні, де історично велику ціну мала чиста вода, що символічно відбито і в концепції музейного комплекса.
Криті приміщення музею нараховують Двадцять три (23) зали. Але виставковими приміщеннями сулугують також внутришній двір та майданчики навколо музейної будівлі.

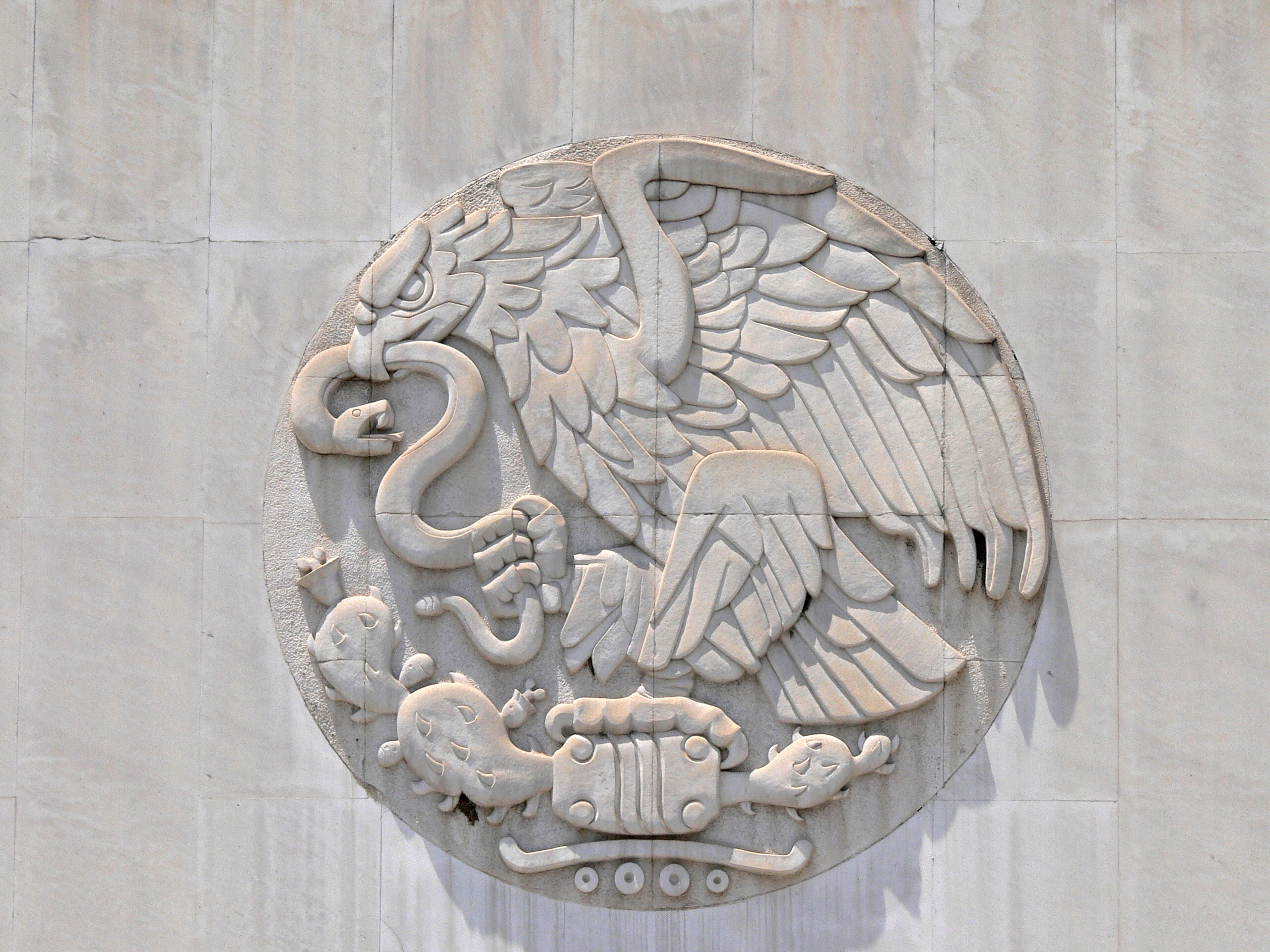
Герб держави на головному фасаду музею
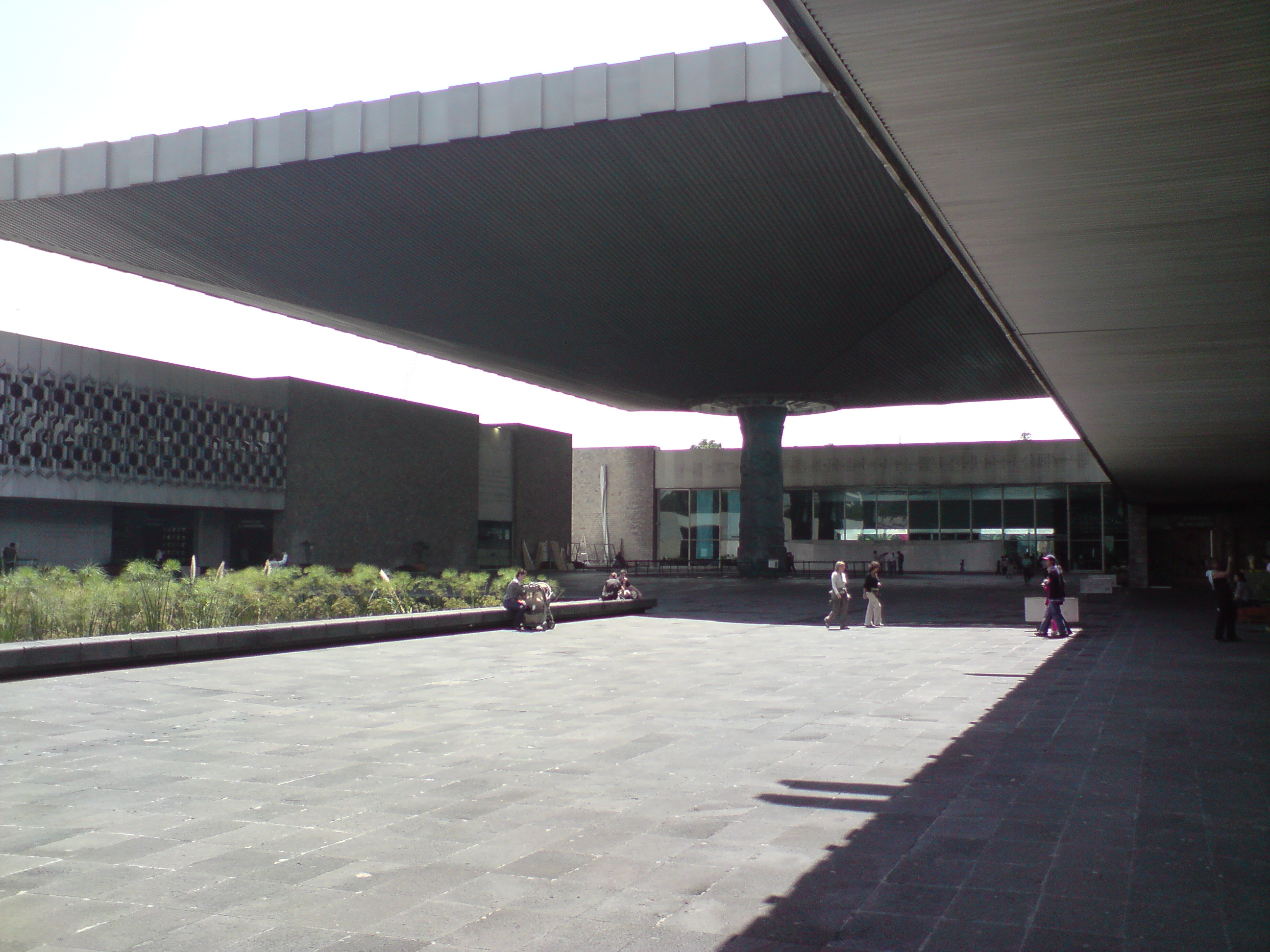
Дворик з колоною
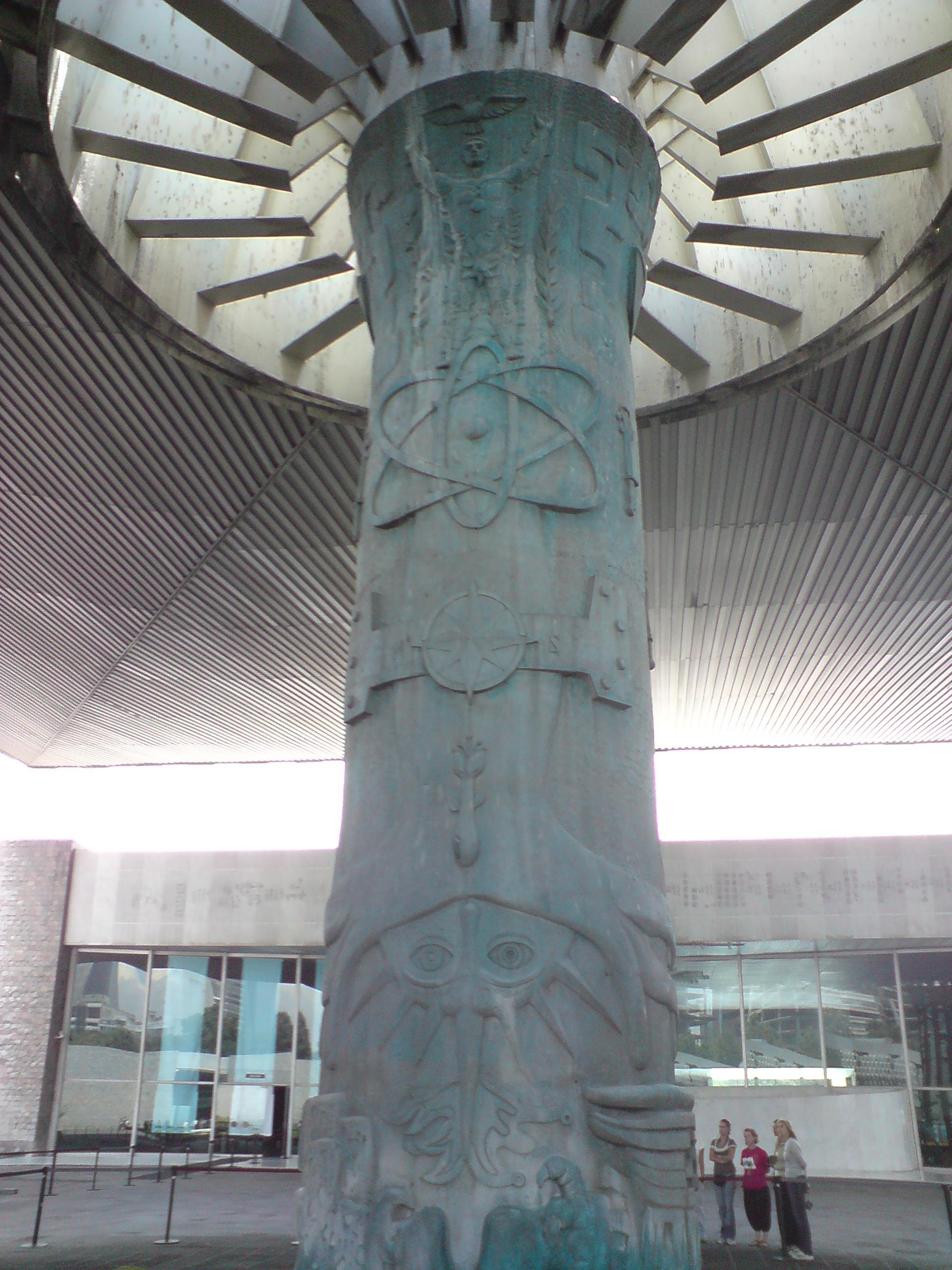
Рельєфи бетонної колони у дворику
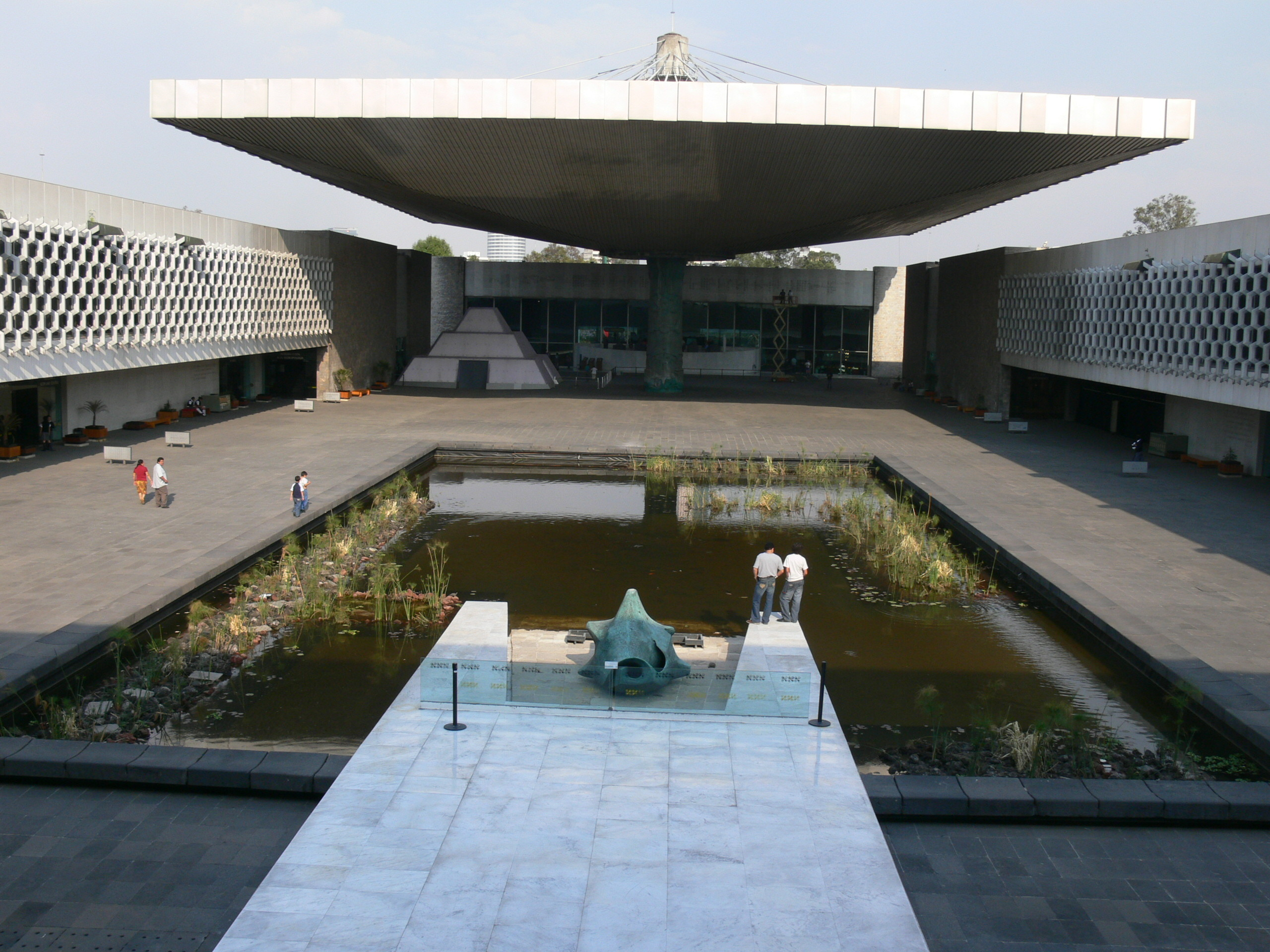
Штучний басейн внутрішнього дворику

### Неофіційні символи музею
Уславлений музейний заклад має декілька власних неофіційних символів, серед яких — * скульптура монолит бога дощу Тлалока, що височить на вході
- Бетонна колона — «парасолька» з рельєфами внутрішнього дворику
- зображення календаря мая — так званий Камінь Сонця

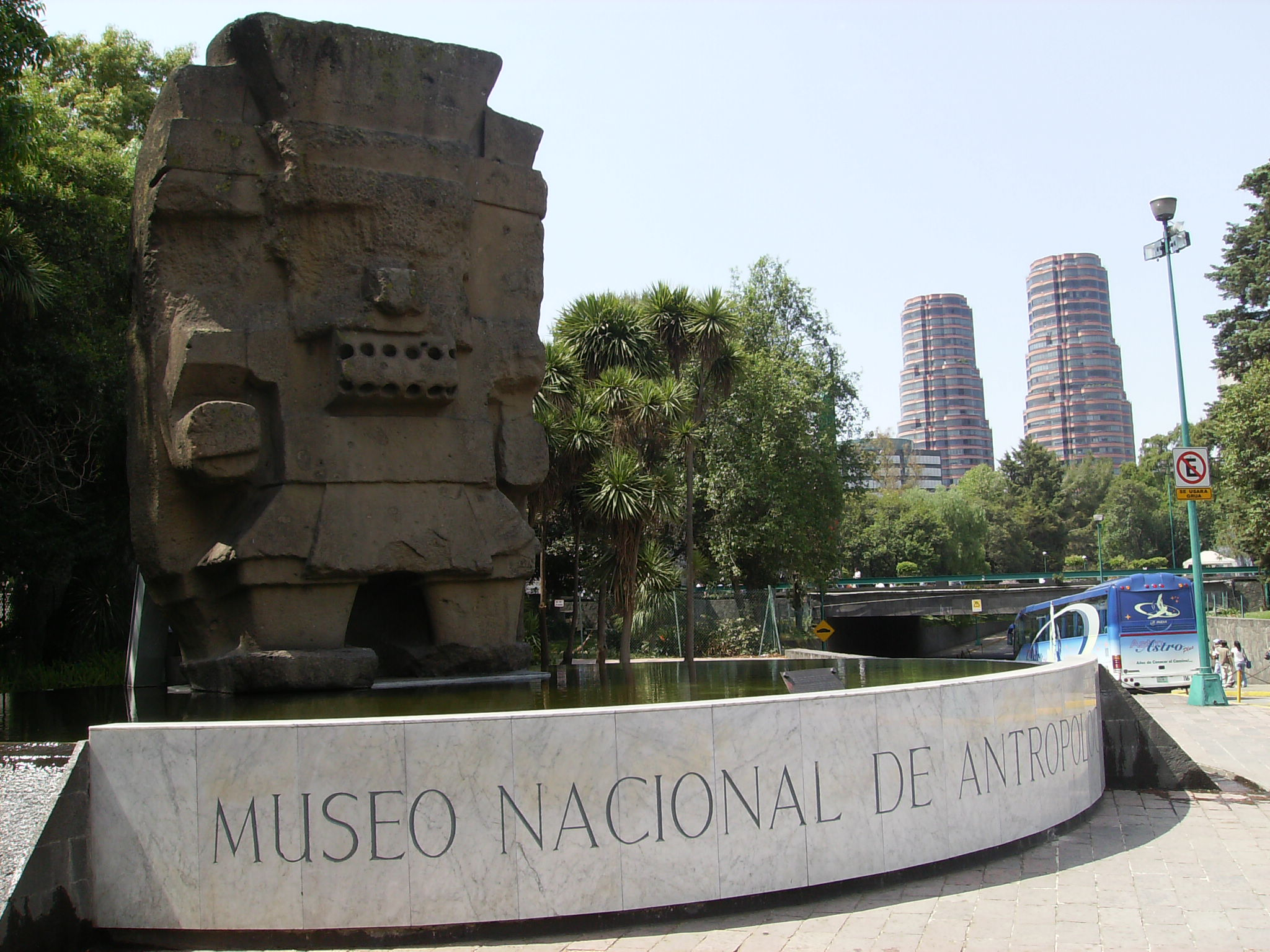
Бог Дощу - Тлалок
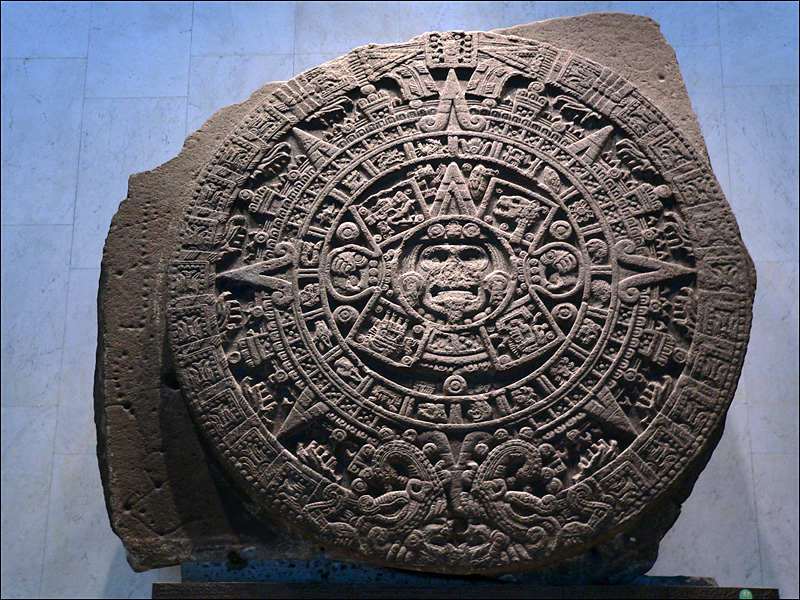
Камінь Сонця - календар мая
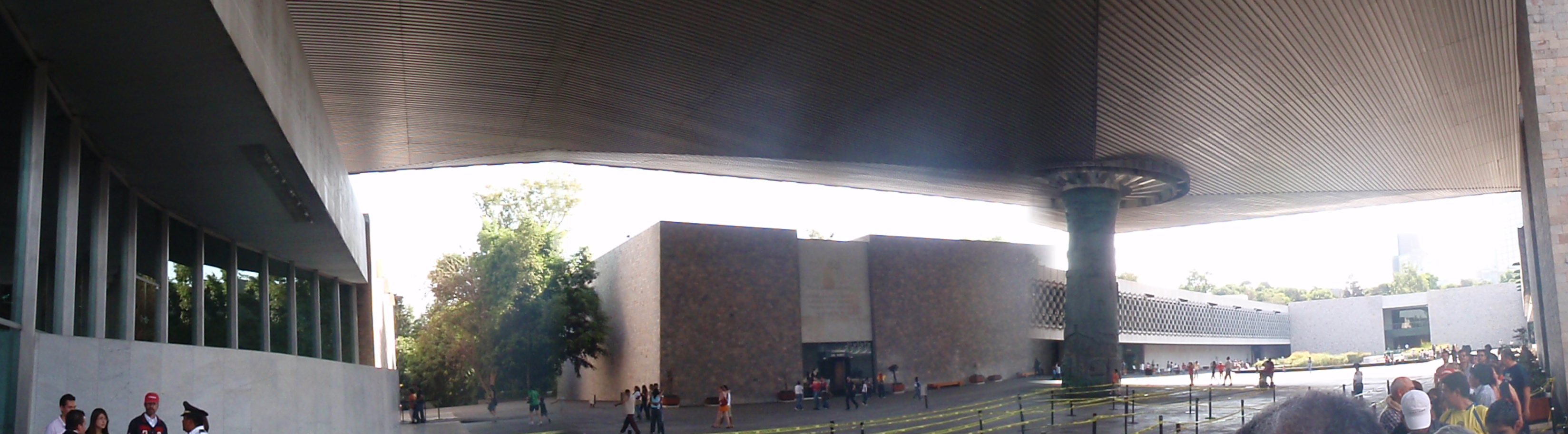
Внутрішній дворик музею

### Історія створення закладу

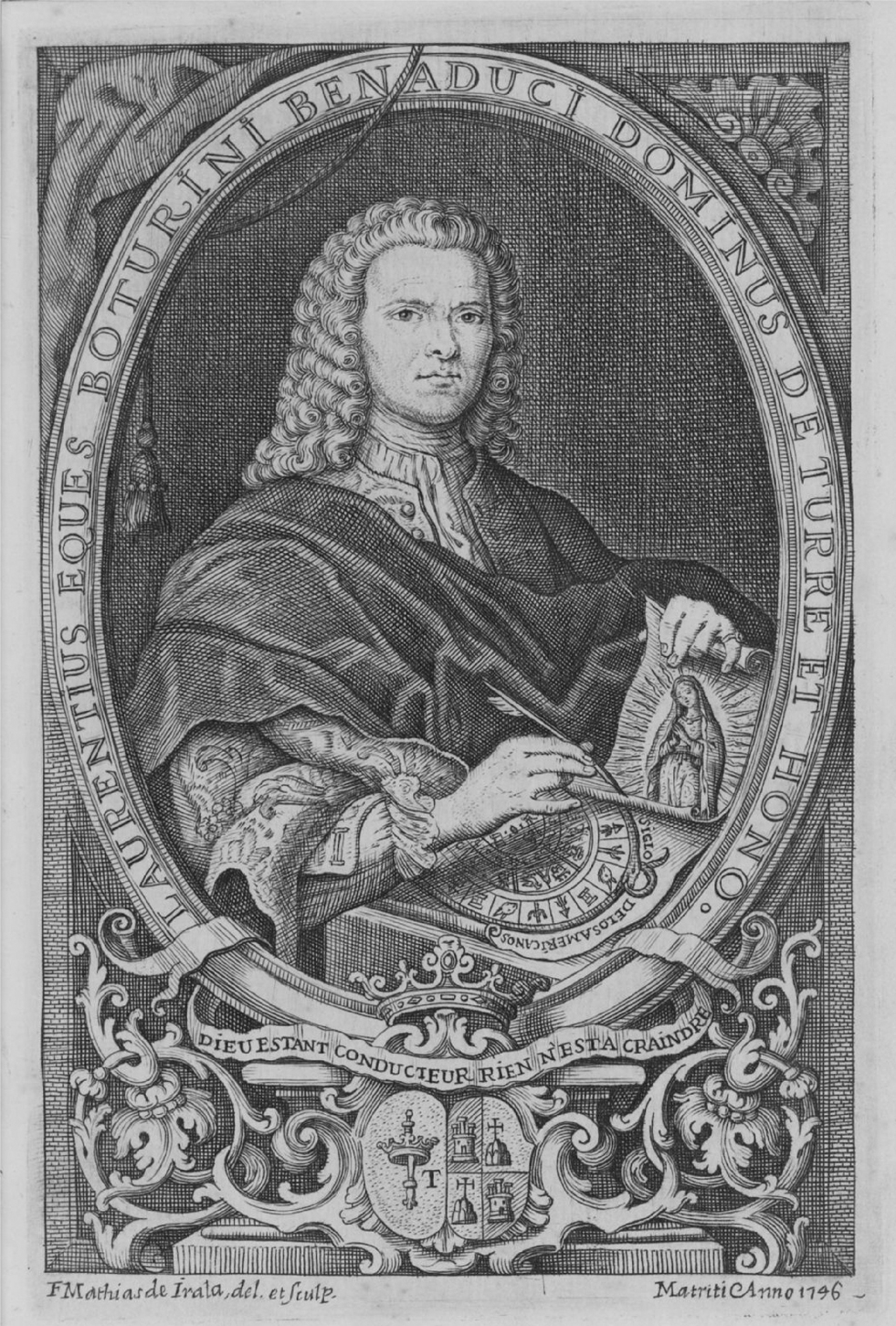
Портрет Буторіні

Збором історичних артефактів у Мексиці займалися ще у 18 ст. Частка (здебільшого — поодинокі ювелірні вироби індіанців, три рукописи мая) були вивезені у Західну Європу. Так виникло декілька приватних магнатських збірок і в самій Мексиці. В середині 18 століття за наказом уряду була конфіскована збірка авантюриста і колекціонера Лоренцо Буторіні (1702—1753), яку передали Королівському католицькому університету Мексики. Мимоволі вона стала базою майбутнього музею антропології, бо мала історичні артефакти, копії індіанських написів, мапи та рукописи. Передадуть музею пізніше і Камінь Сонця — календарний диск, знайдений у Мехіко ще у грудні 1790 року. Вже на початку 19 ст. президент Мексиканської республіки Гвадалупе Вікторія видав наказ про створення Національного музею Мексики у 1825 р. (прообразу майбутнього музею антропології).

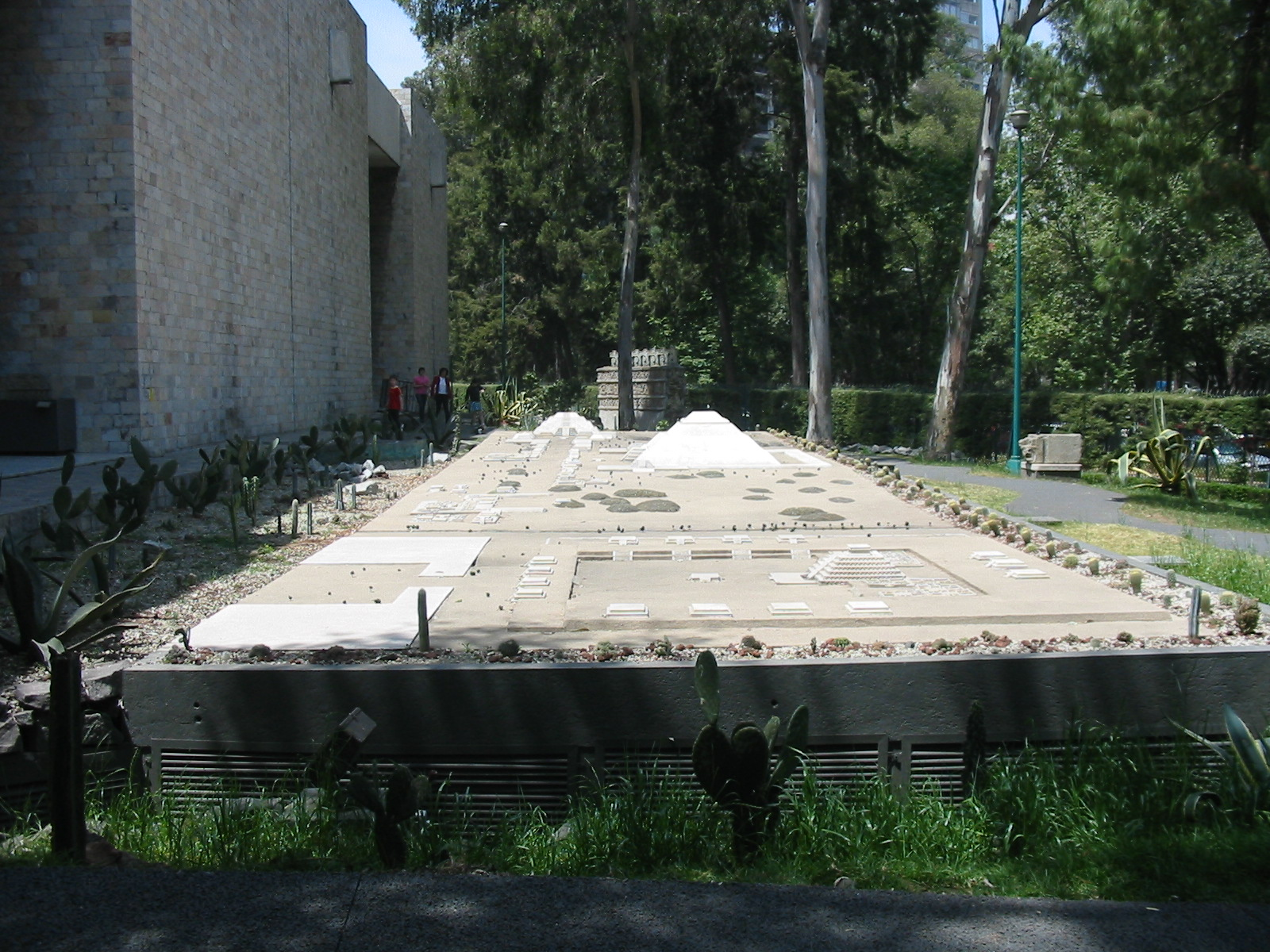
Макет центру Теутіуакану

 Збірка збагачувалась і у 1906 р. було прийняте рішення розмежувати експонати за двома історичними періодами. У вересні 1910 р. музей відкрили вдруге під назвою — Національний музей археології, історії и етнографії.
Лише з 13 грудня 1940 р., коли музей перевели у Чапультепекський палац, він отримав сучасну назву — Національний музей антропології, яку і зберігає. З вересня 1964 р. має сучасне власне приміщення.
Сучасна експозиція музею складається з двох великих частин — перший поверх відвели під матеріали археології, другий поверх займає відділ етнографії. Прилеглу територію музею збагатили архітектурними макетами, облямованими рослинами.

### Архітектурні макети

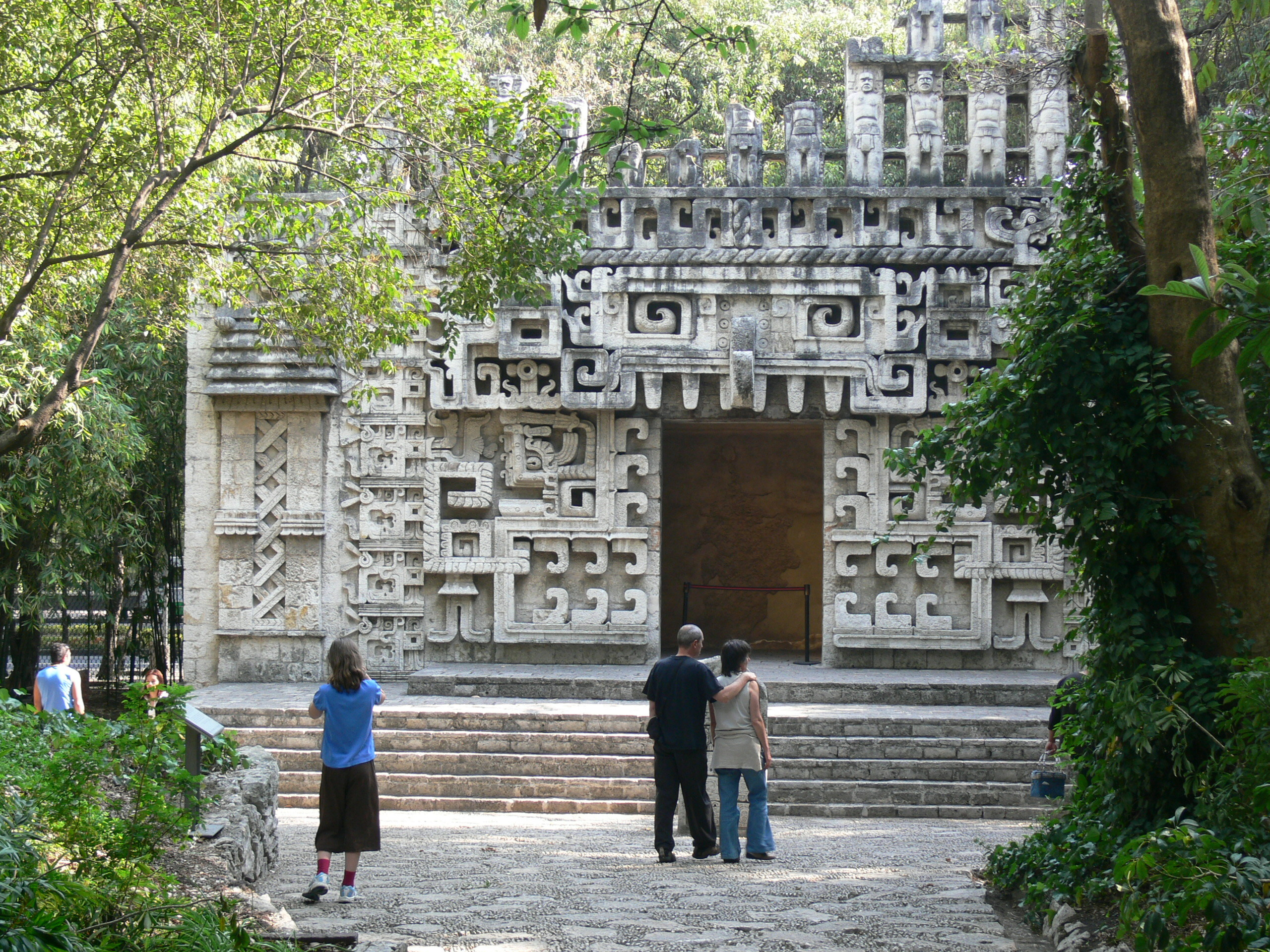
Реконструкція храму з Кампече в саду
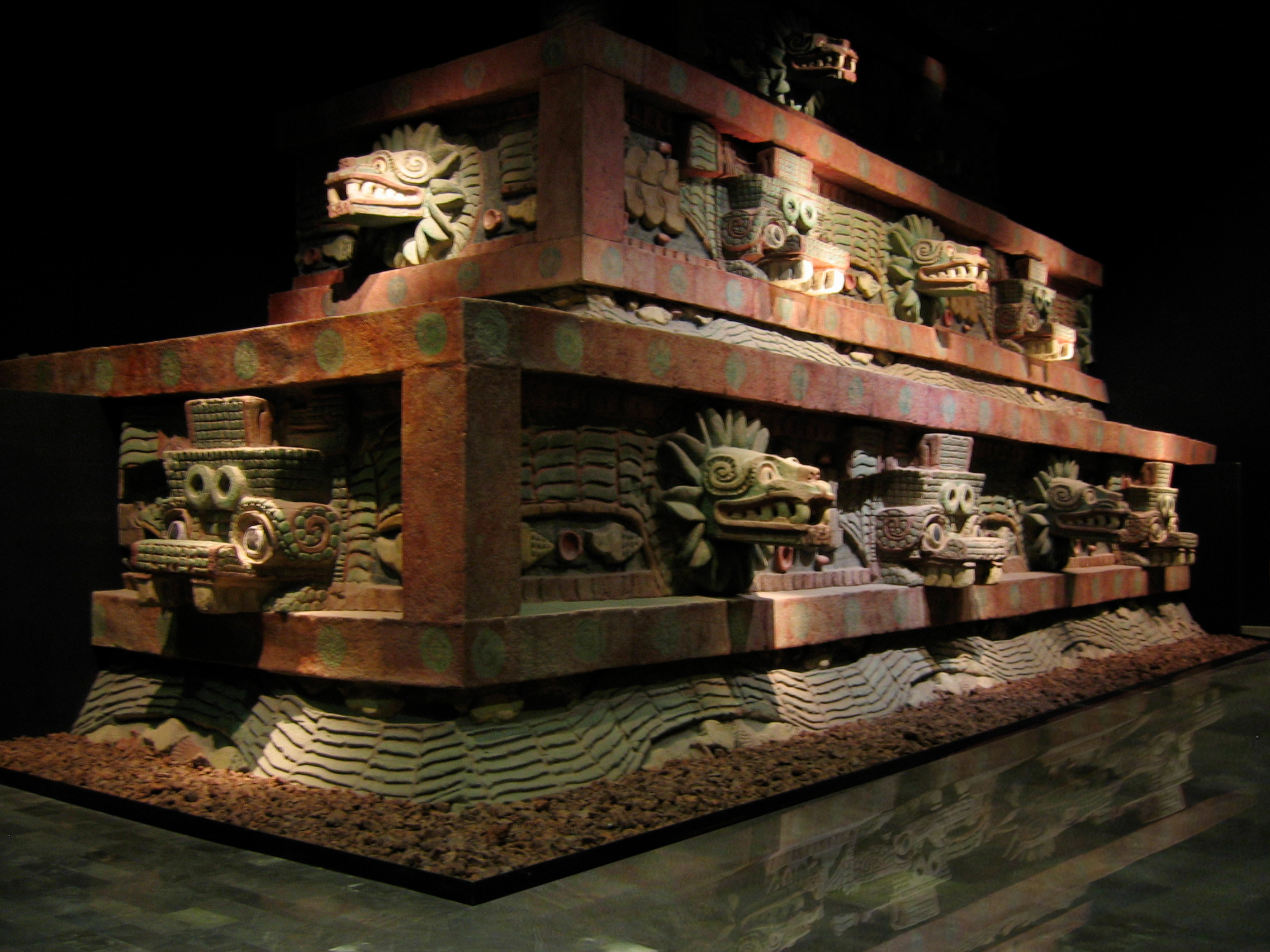
Реконструкція храму в Теотіуакані
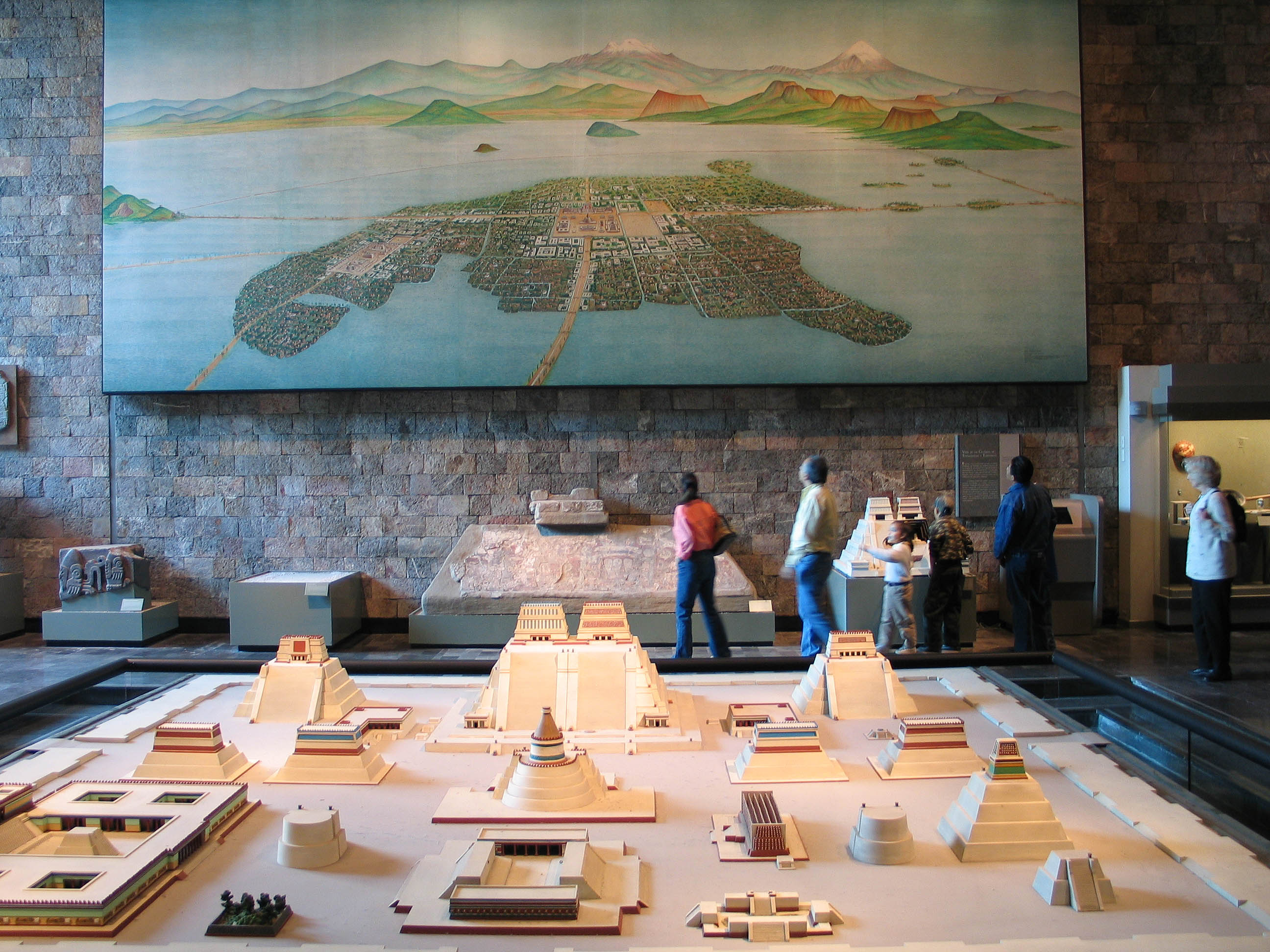
Модель, Теночтітлан
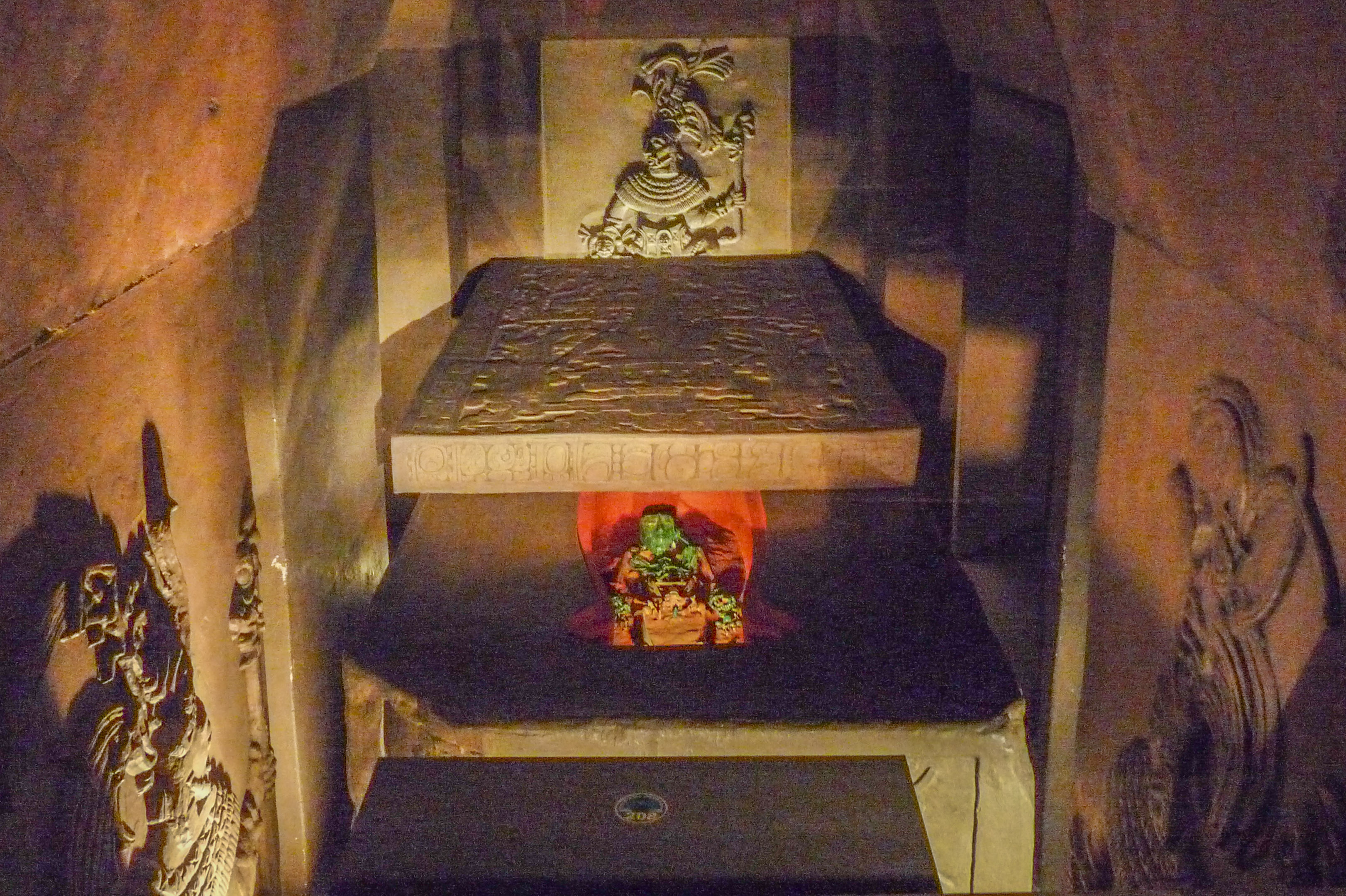
Мавзолей володаря

### Фрески в музеї, сучасні і стародавні

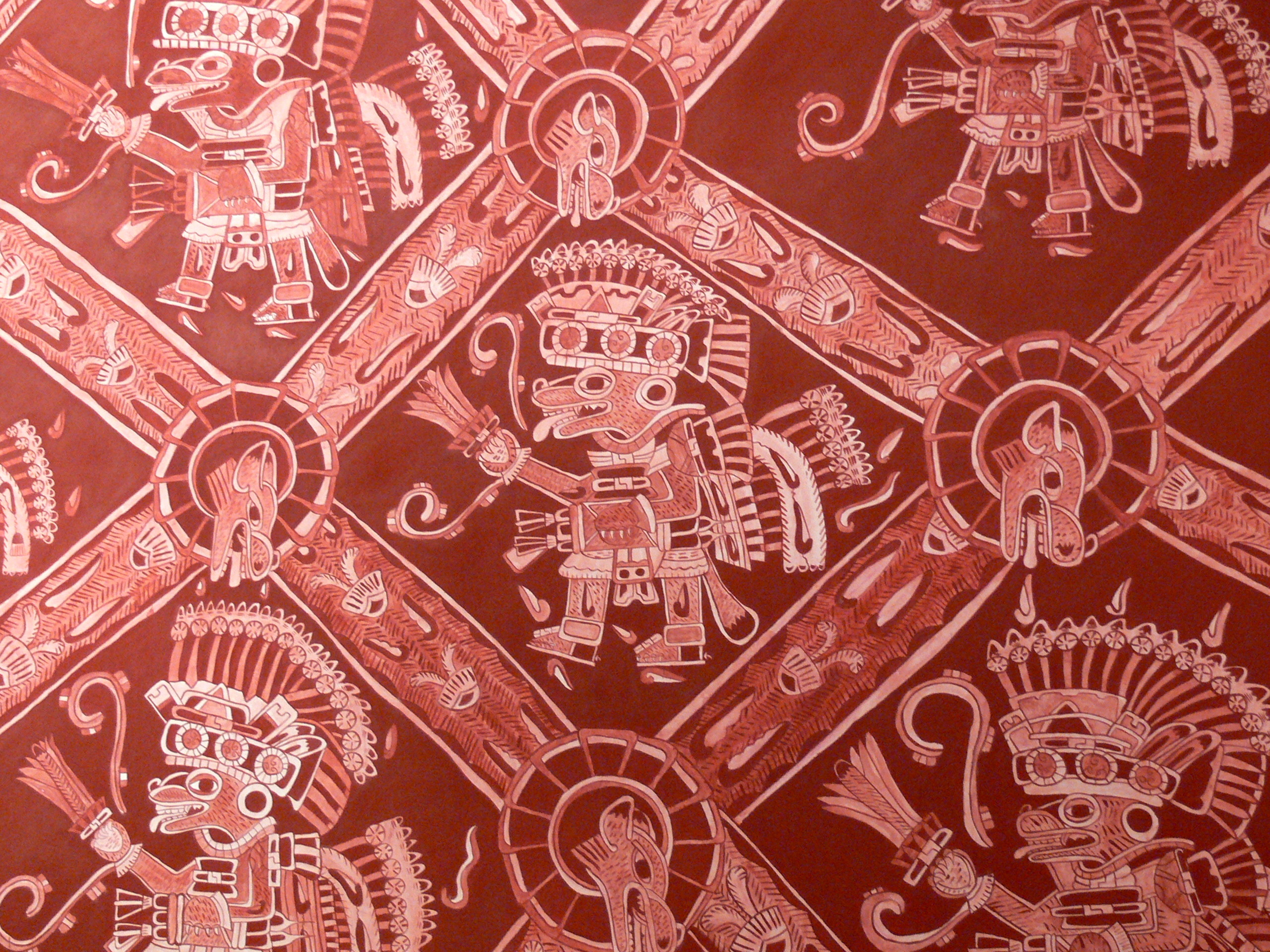
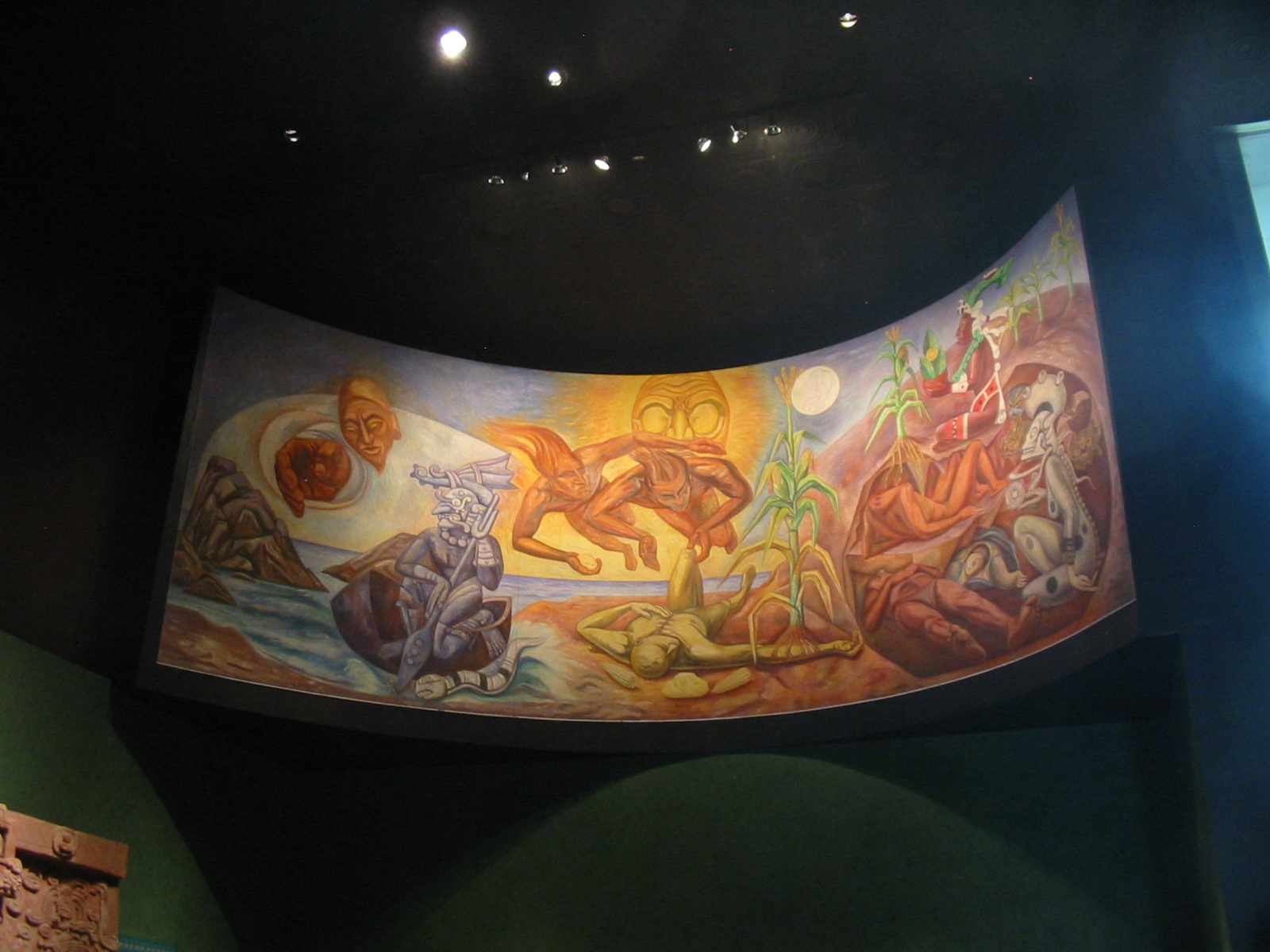
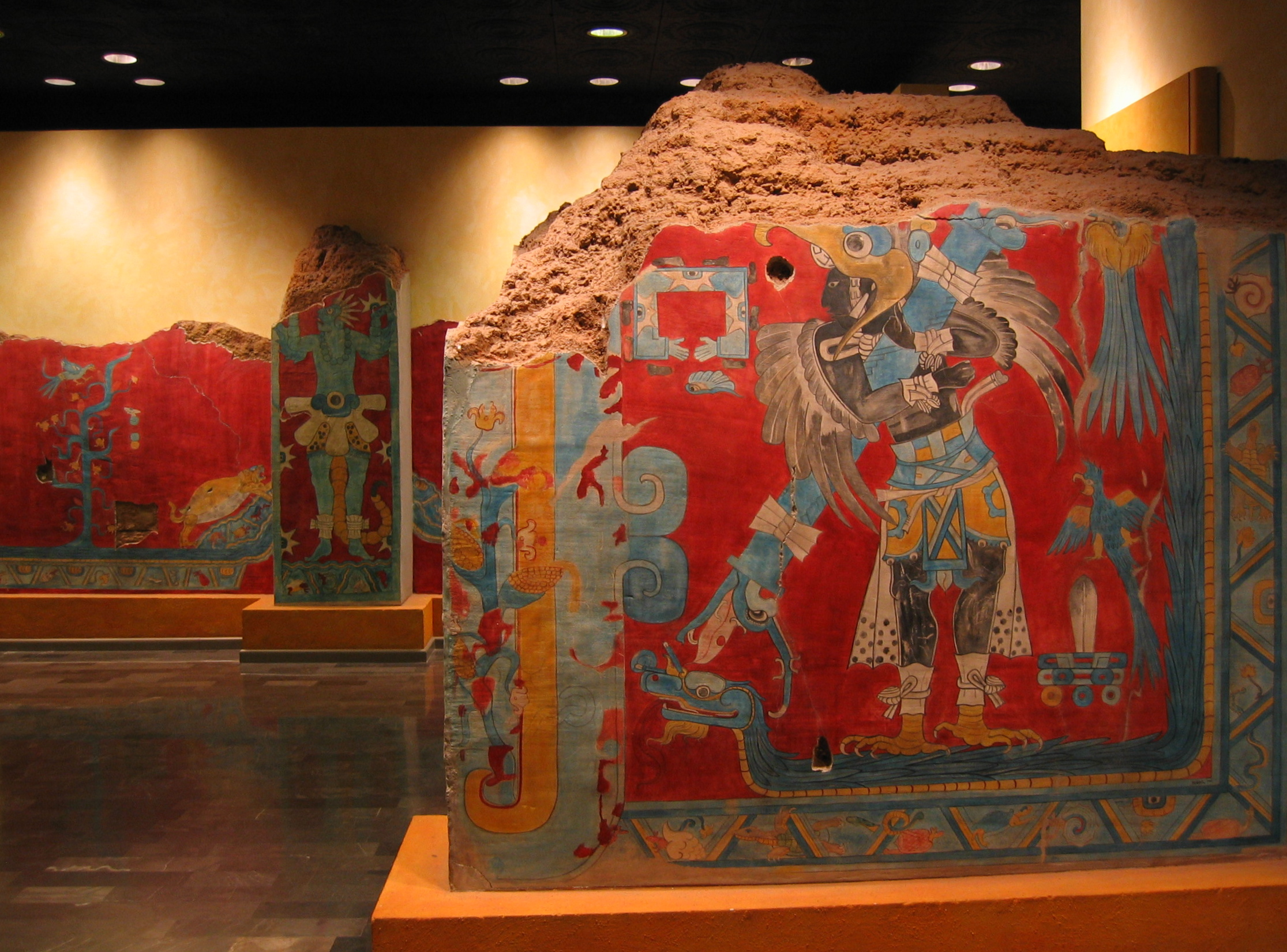
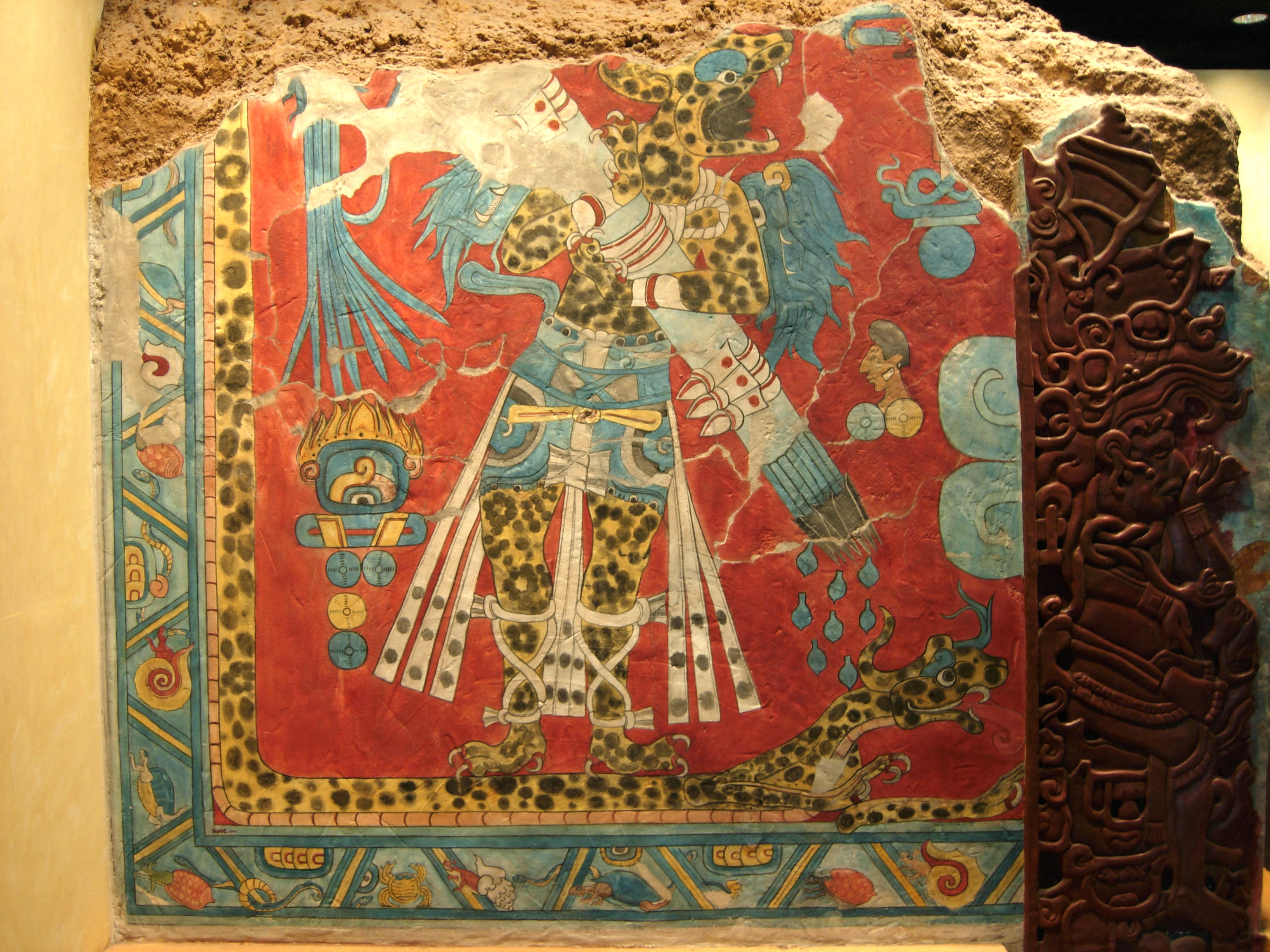

### Скульптури

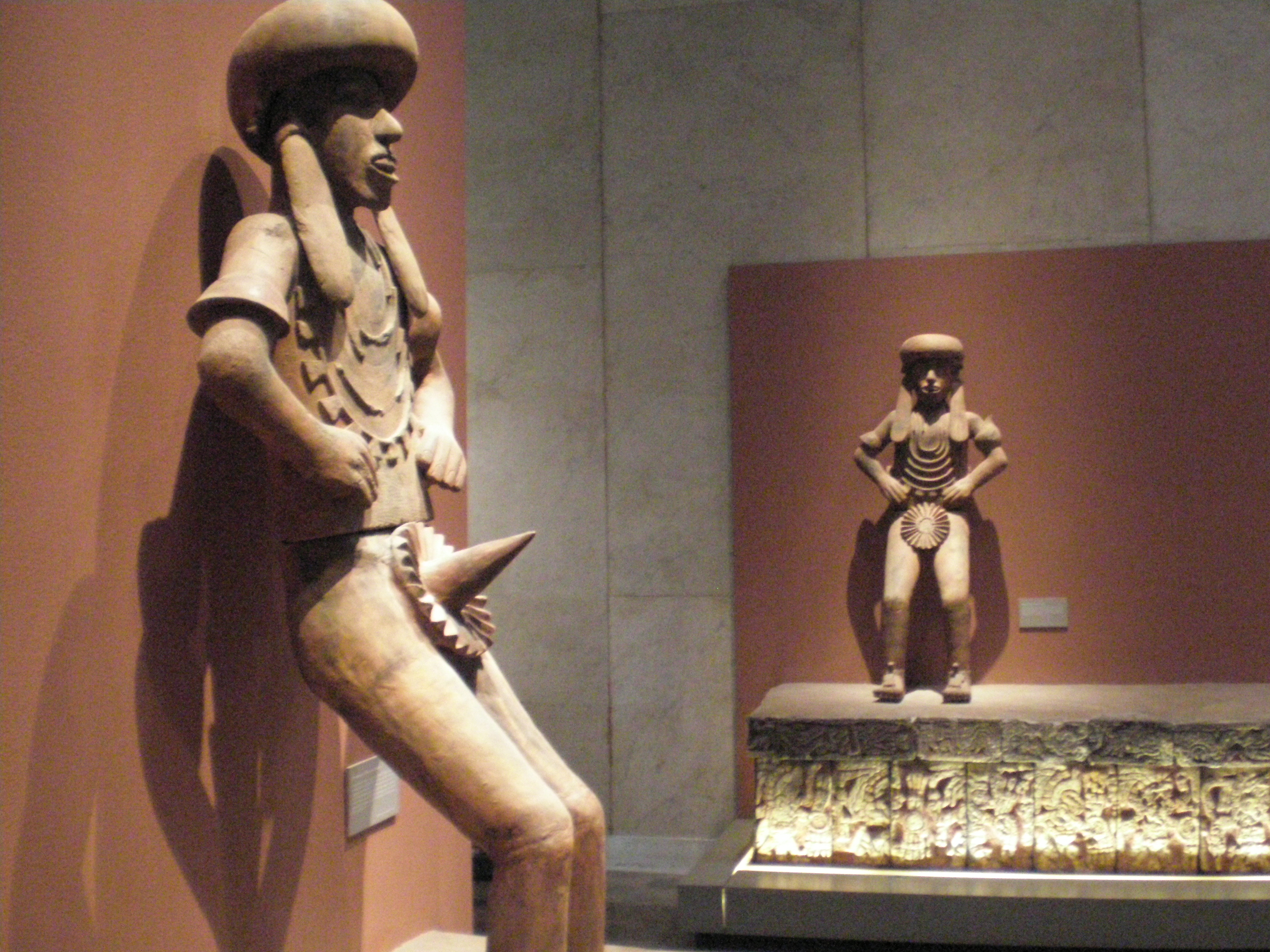
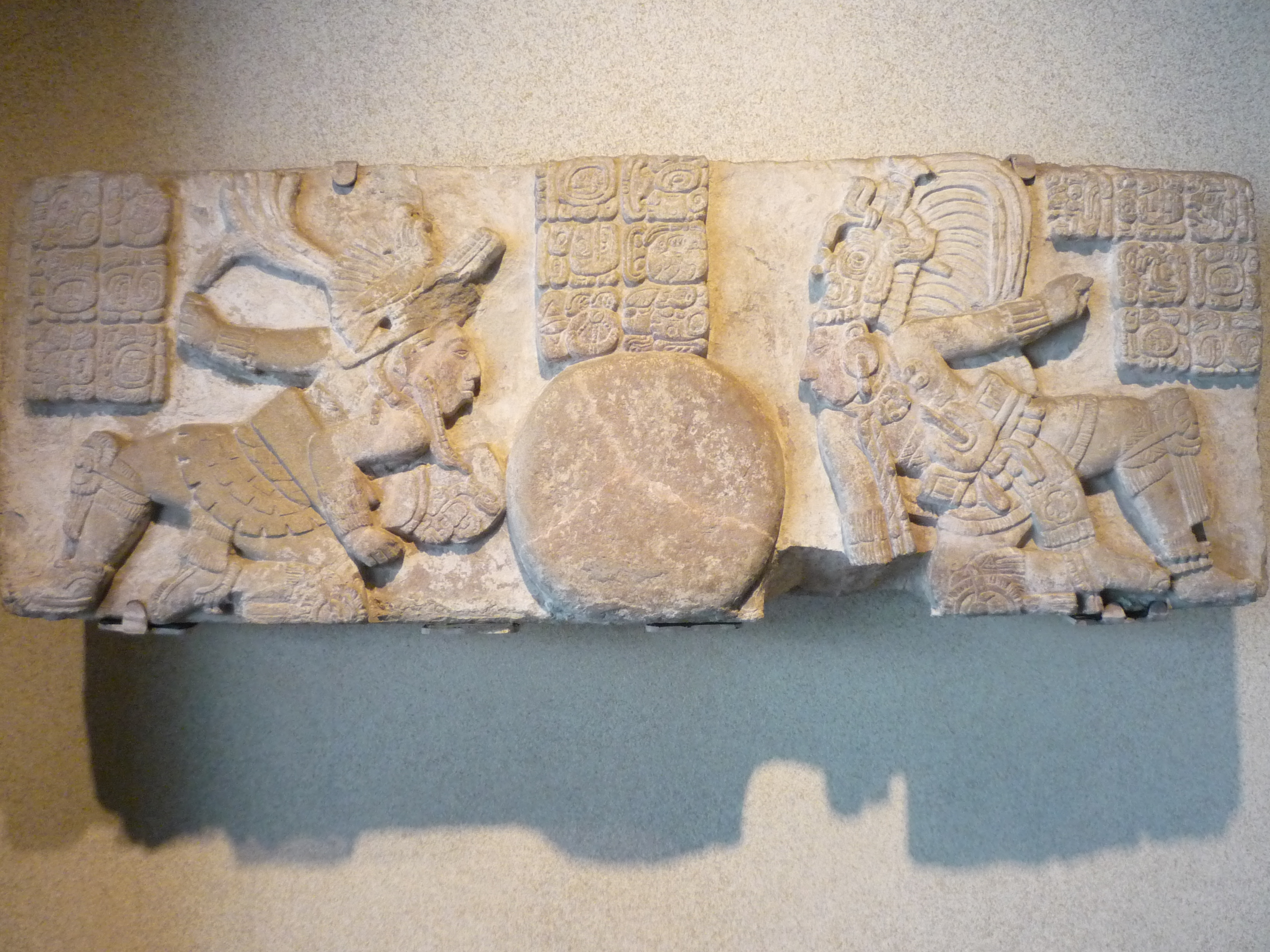
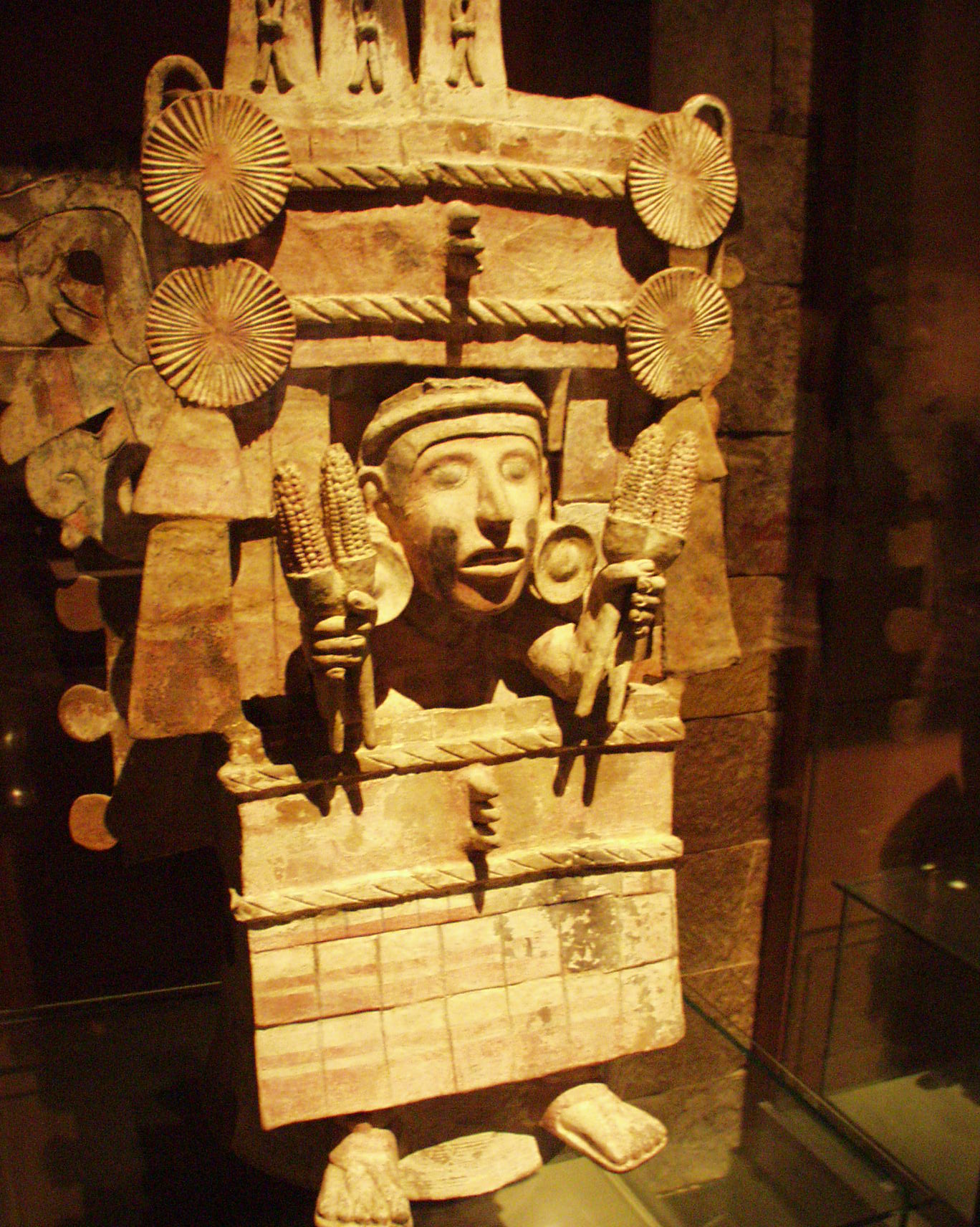
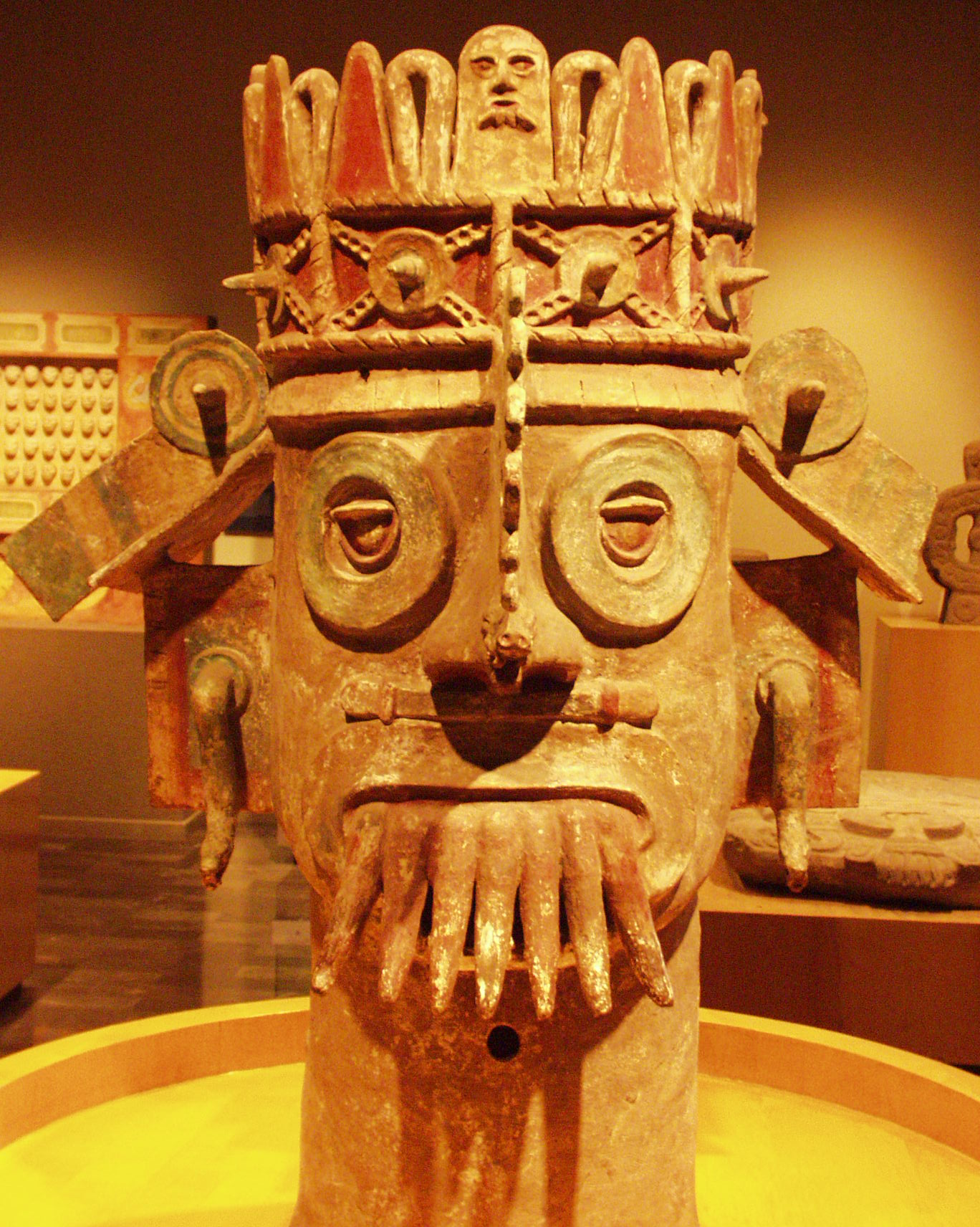
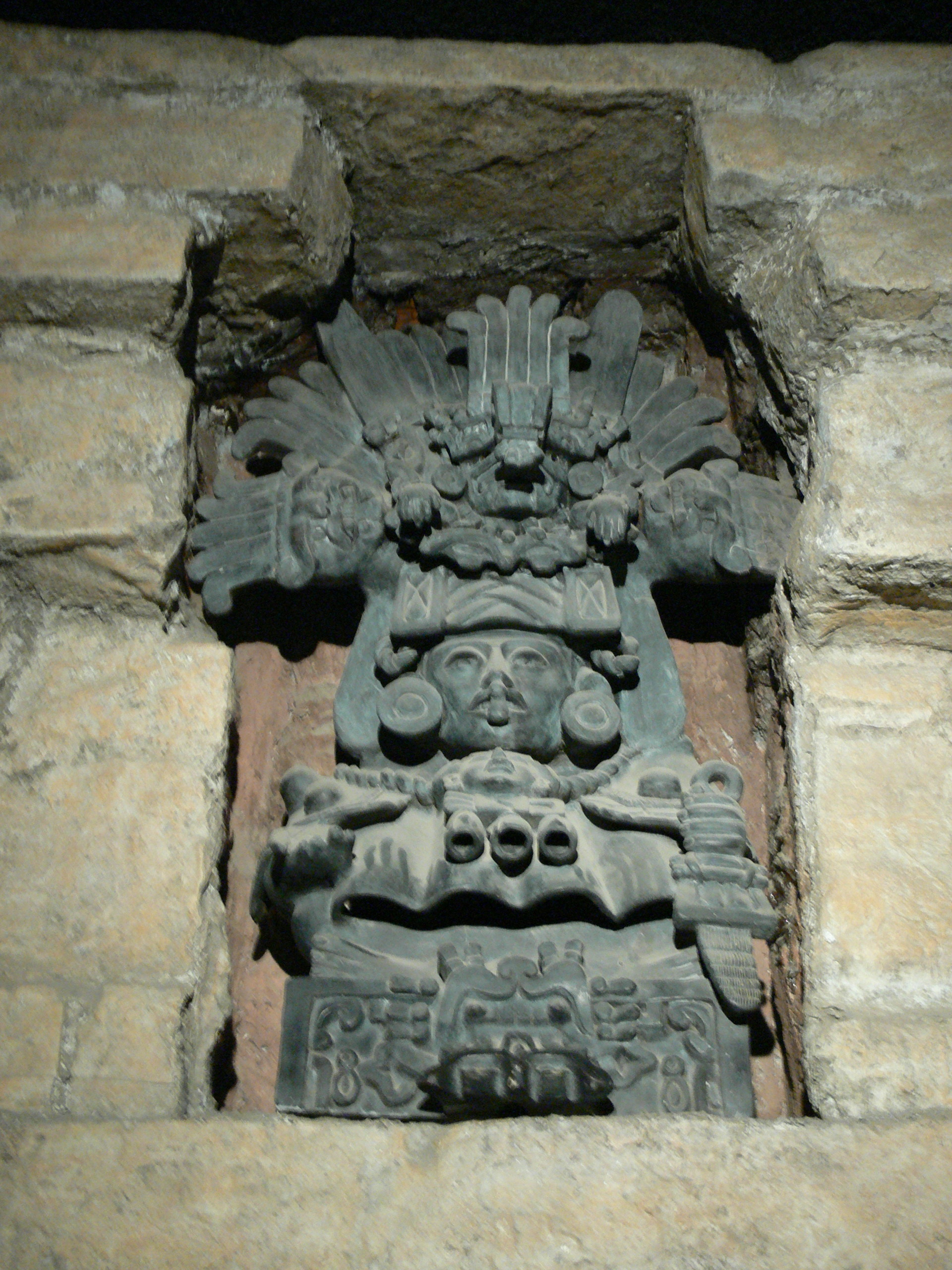
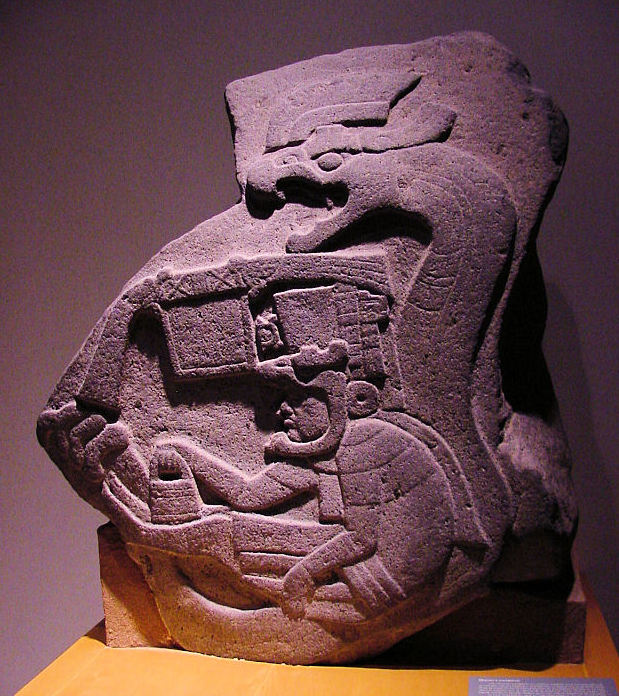
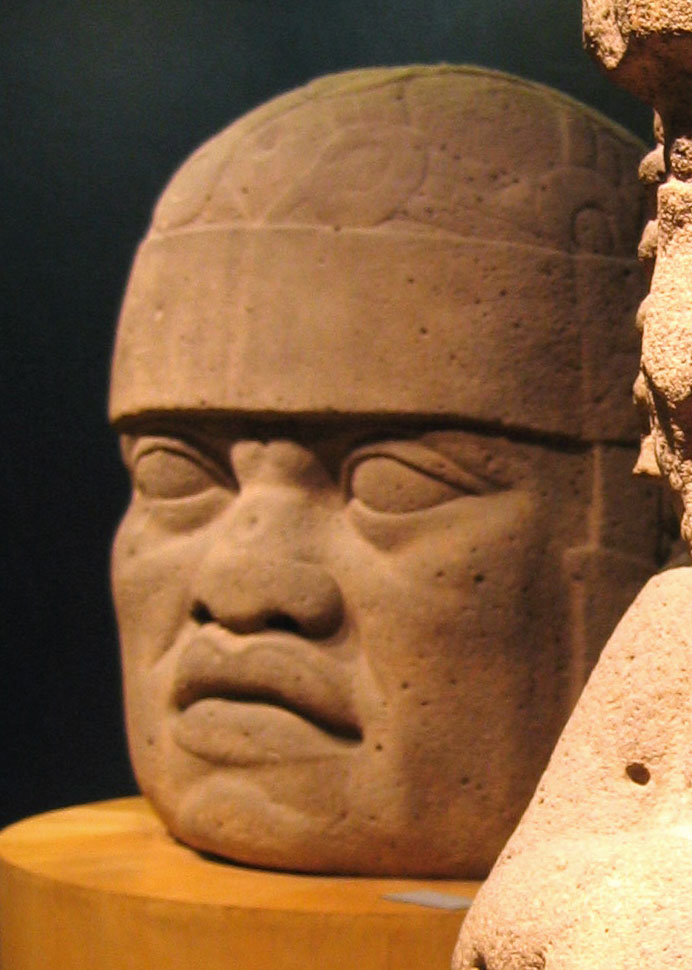
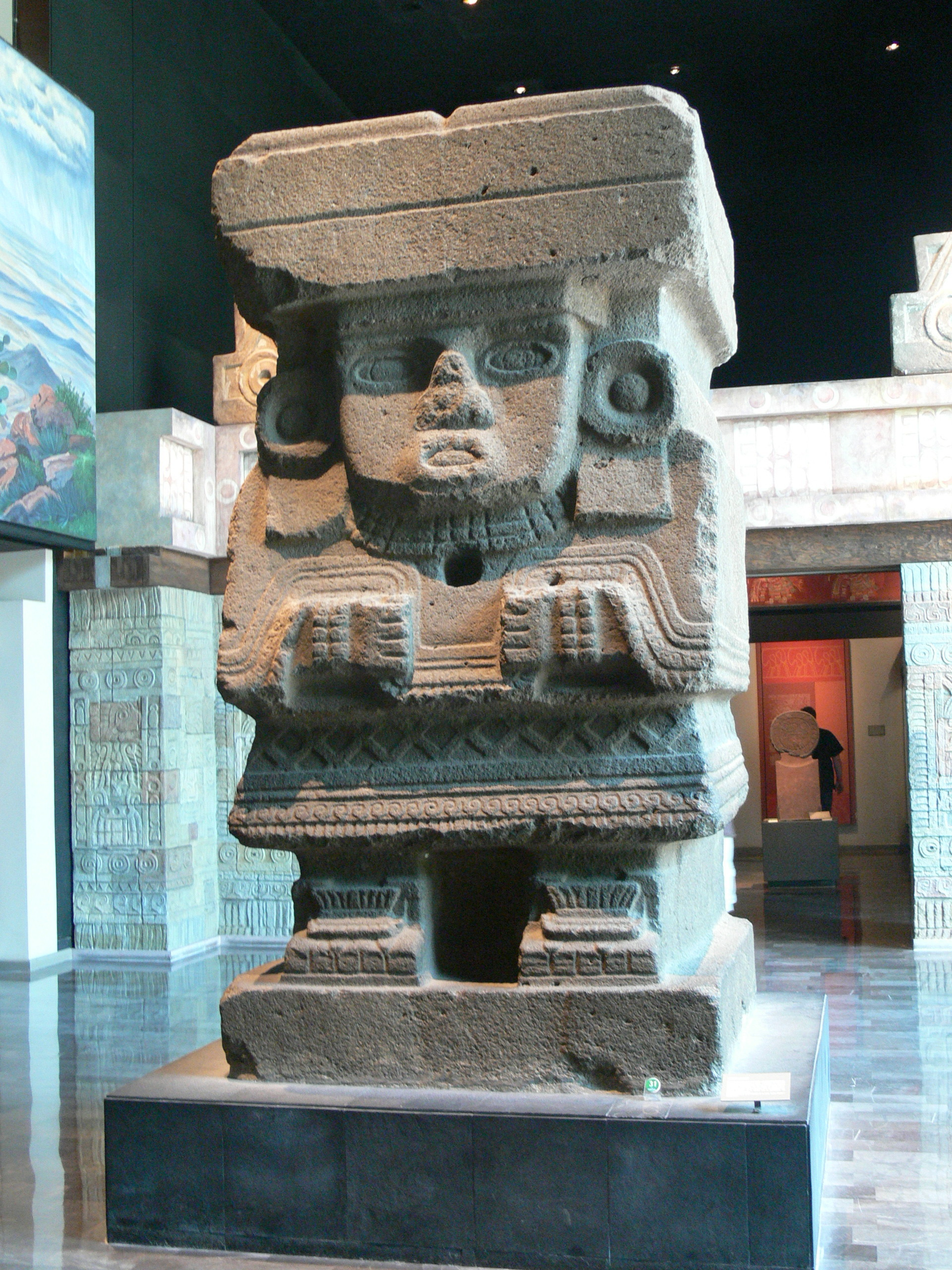

### Кераміка індіанців

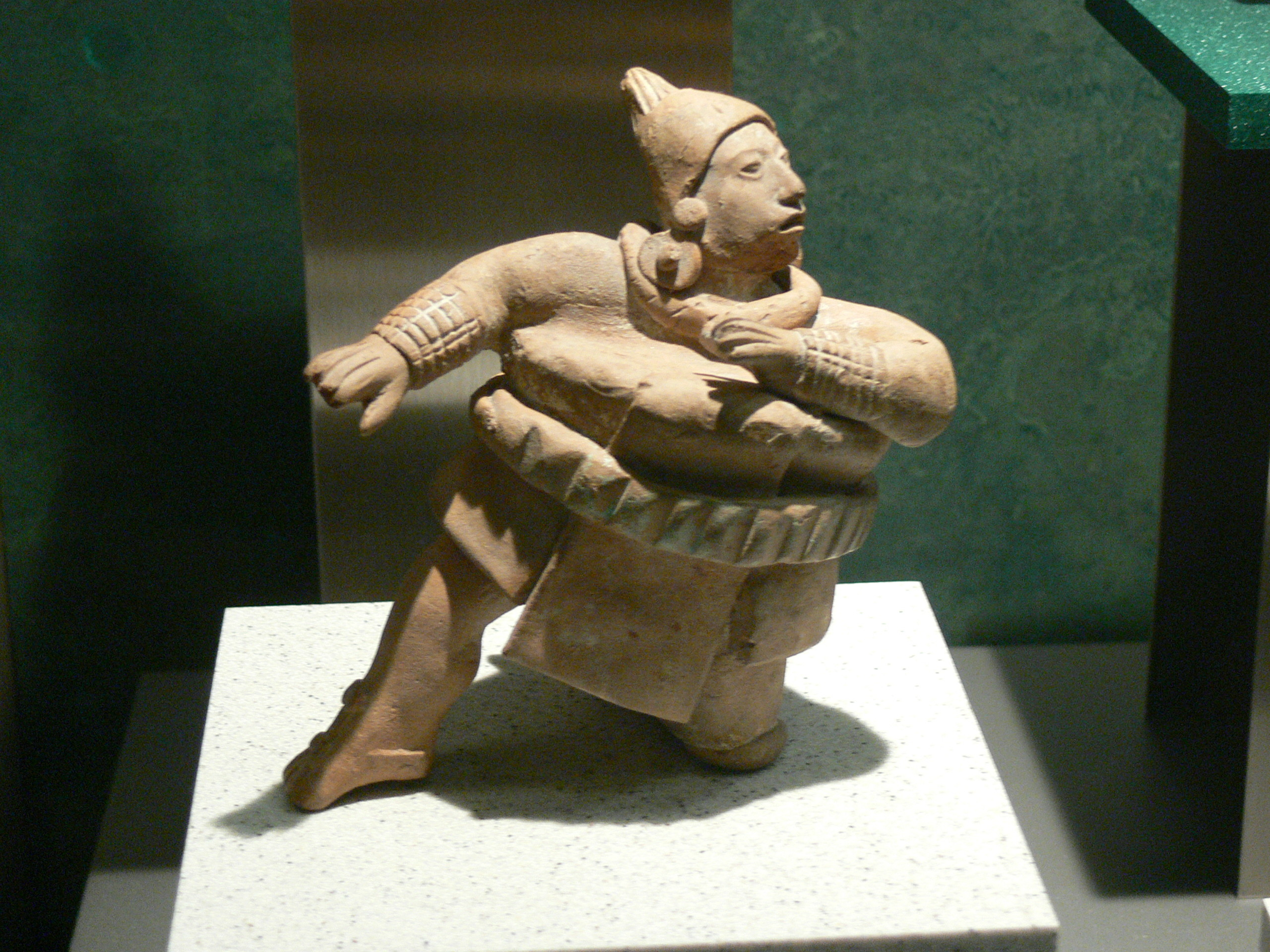
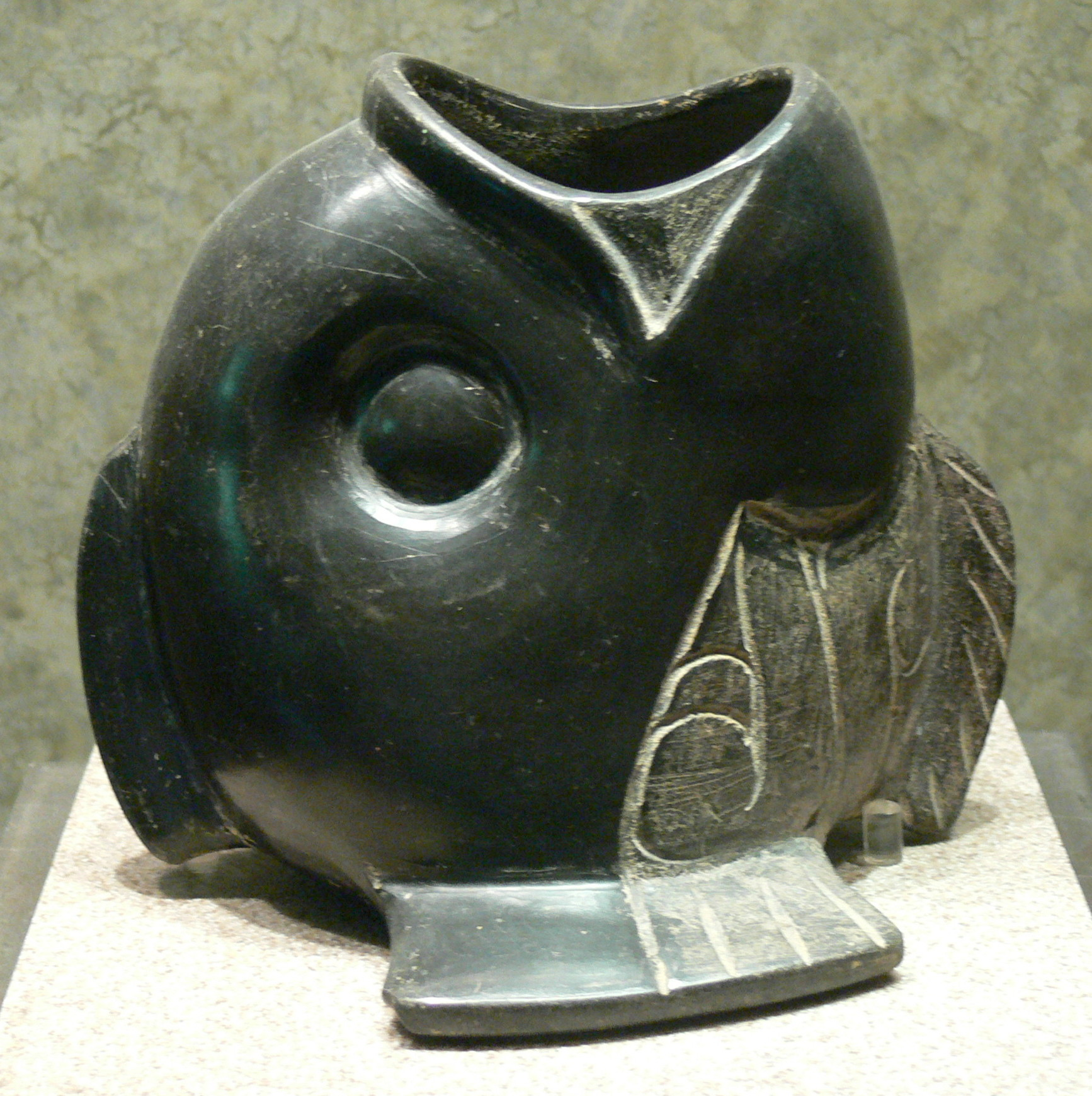
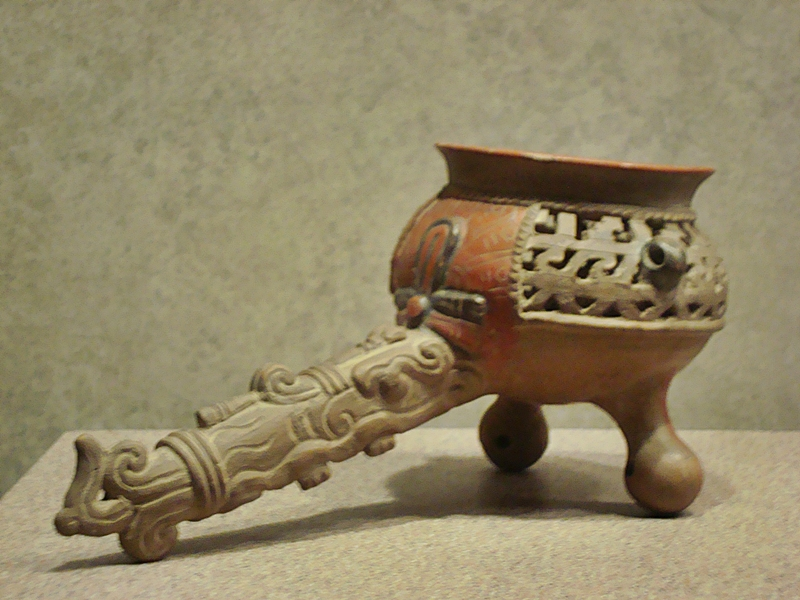
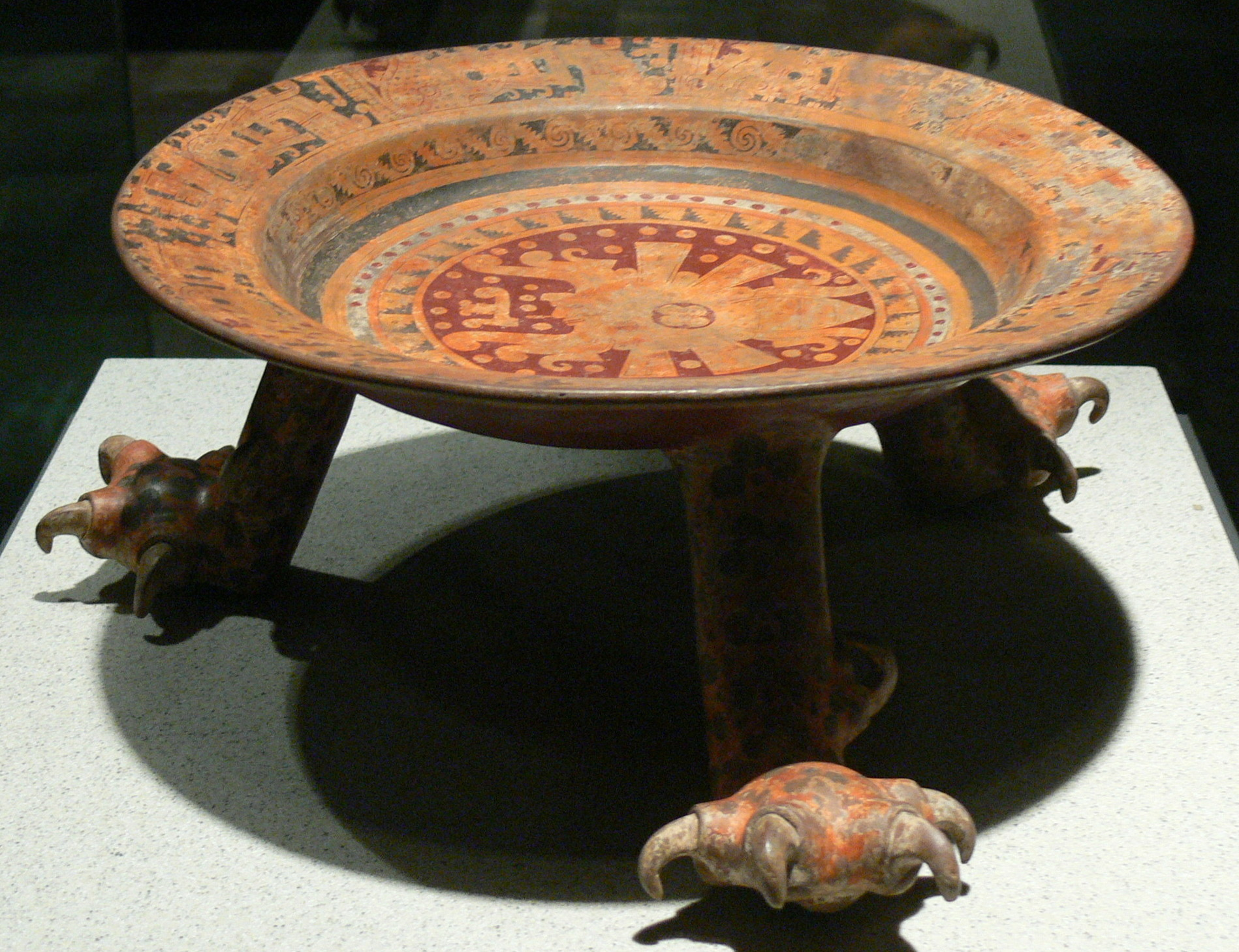

### Рукописи

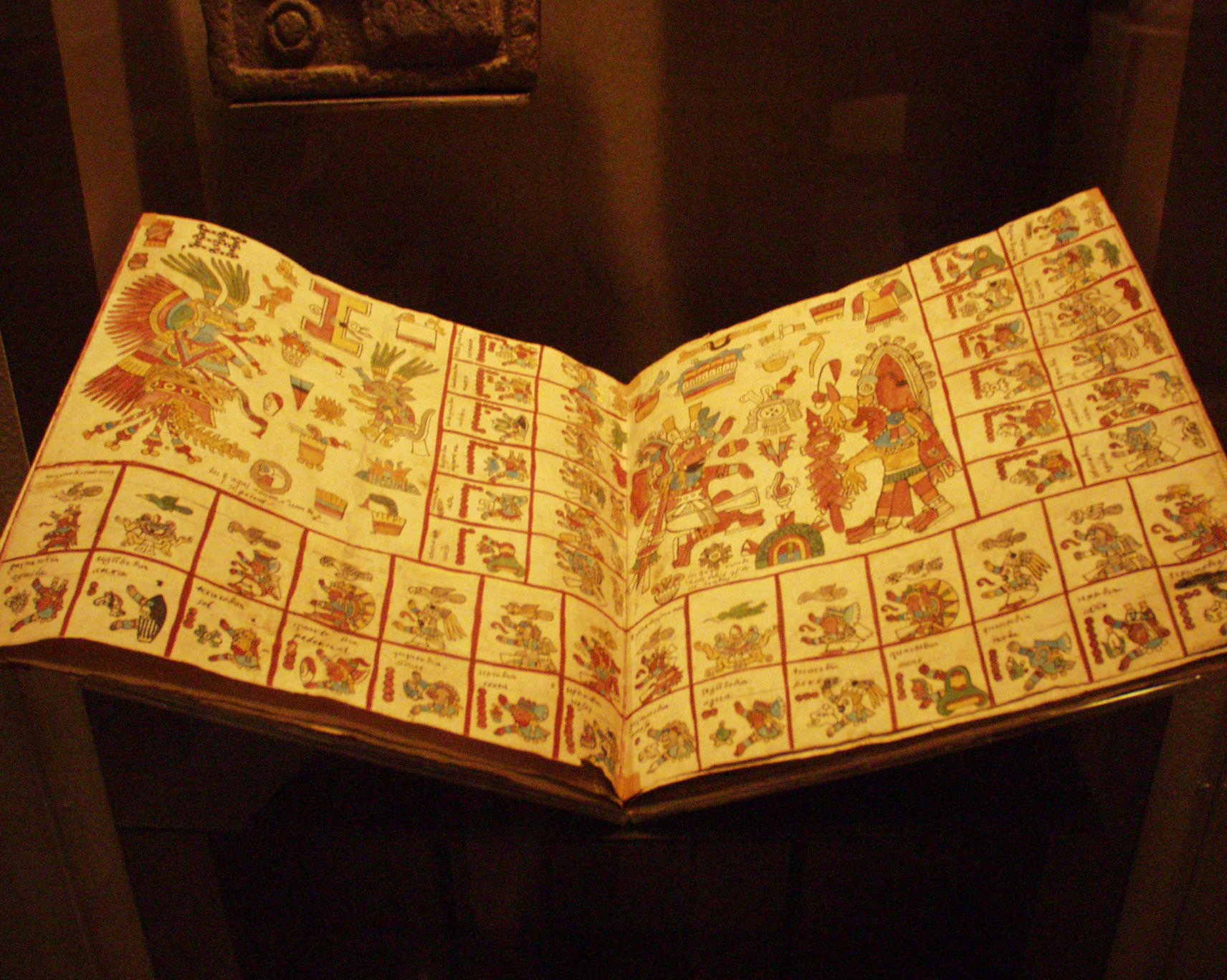
Книга мая
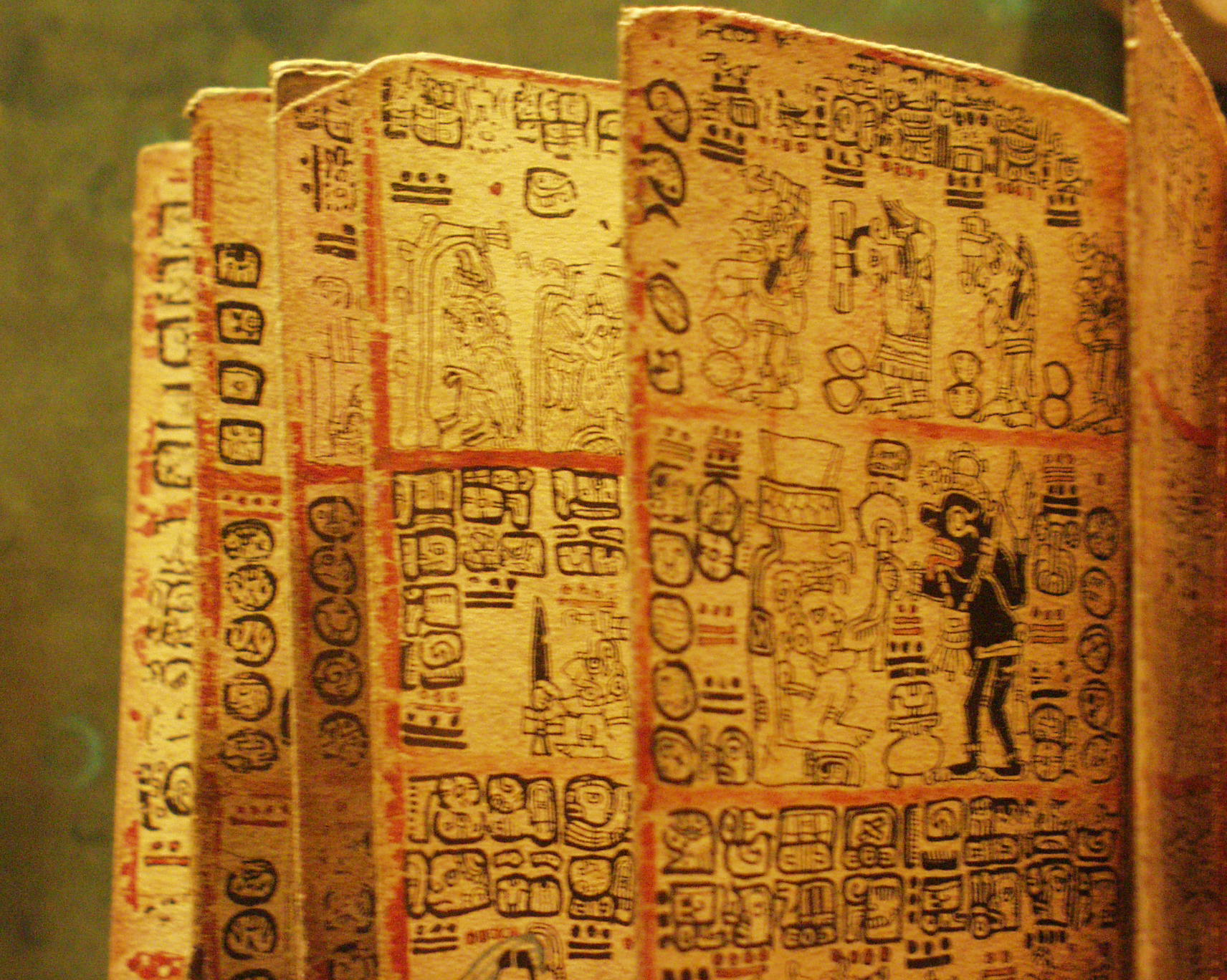
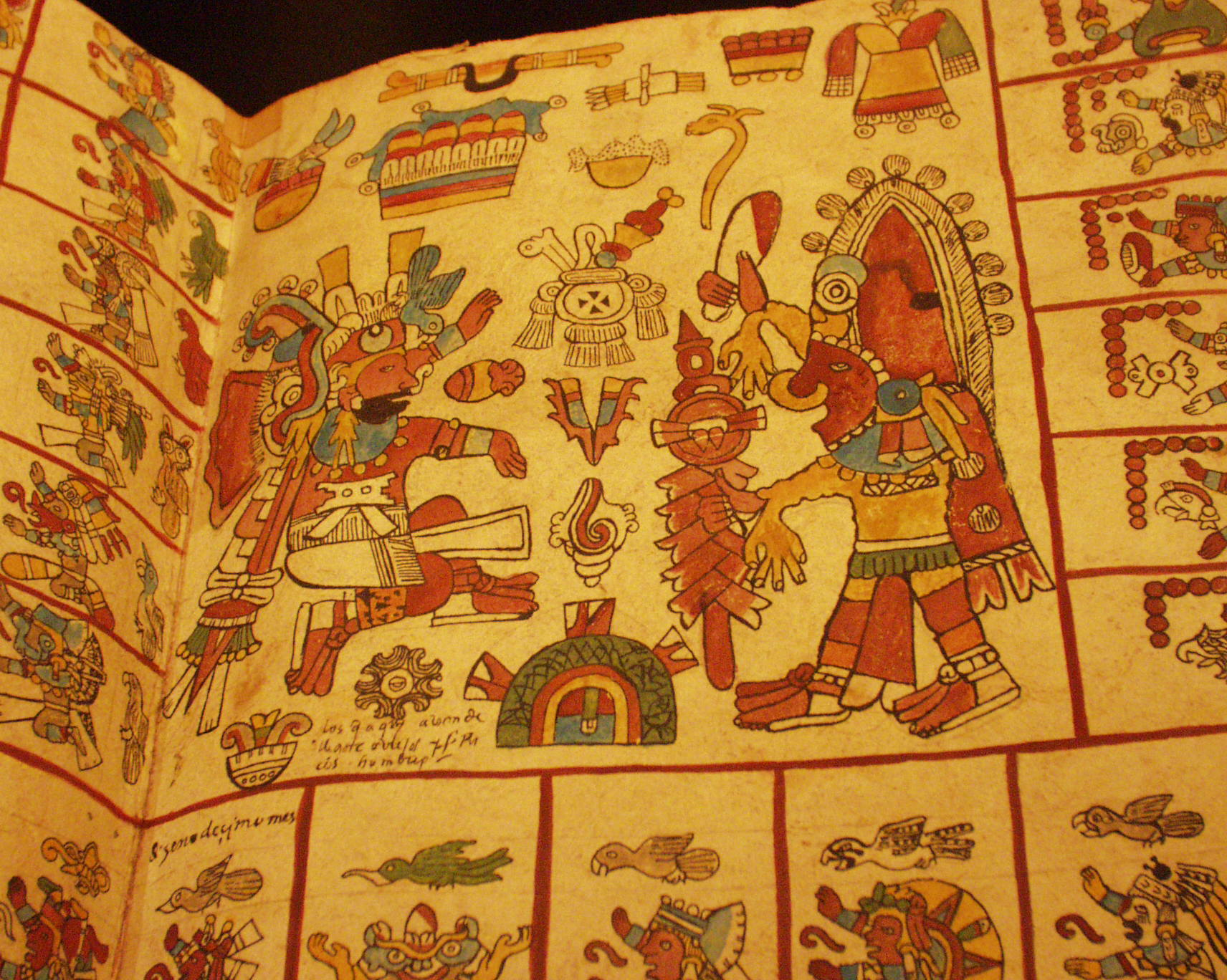
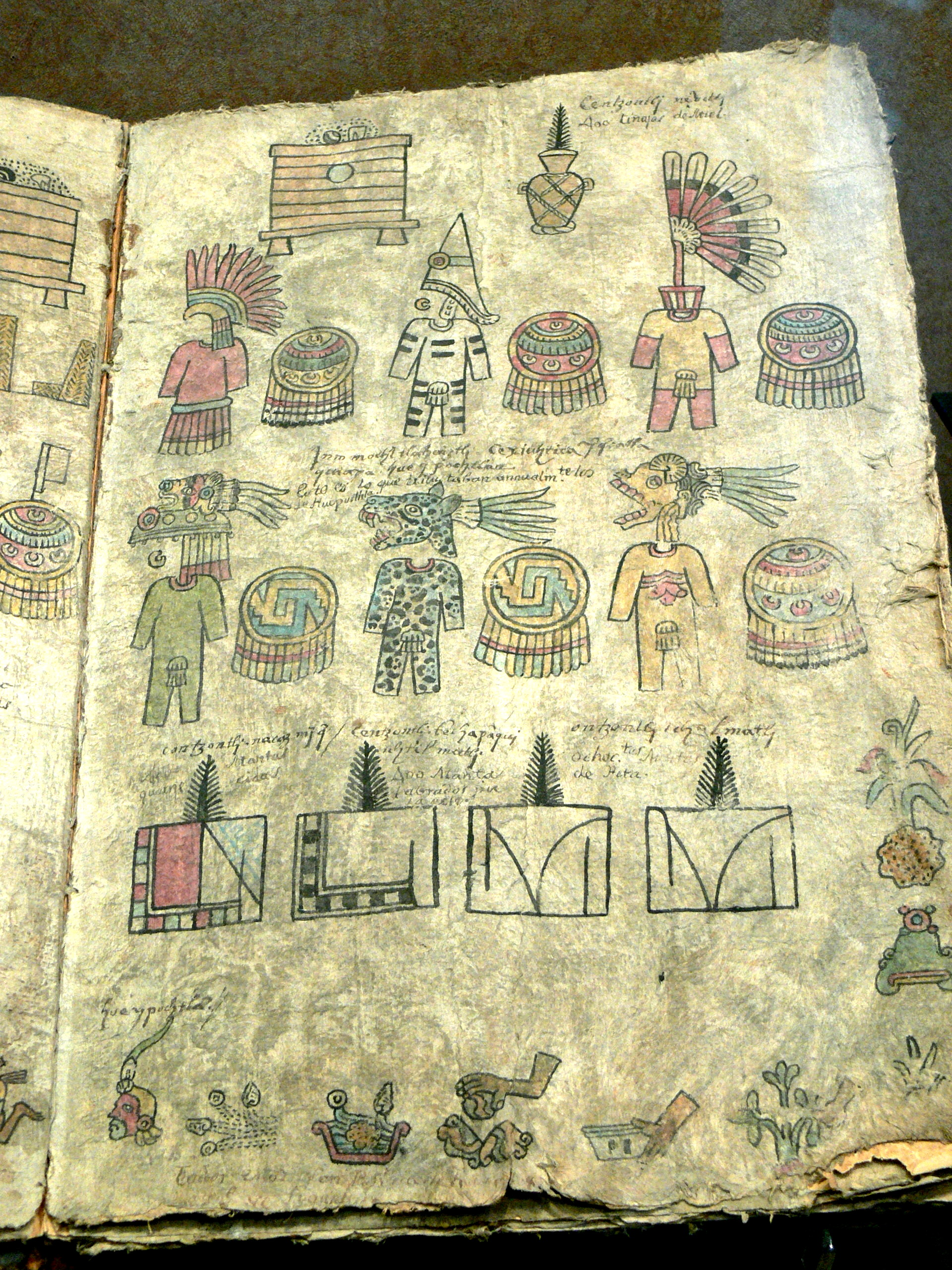
Рукопис ацтеків

### Експозиції

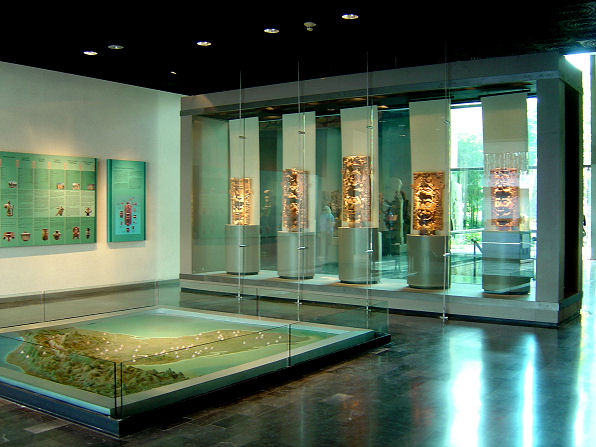
зала міста Паленке
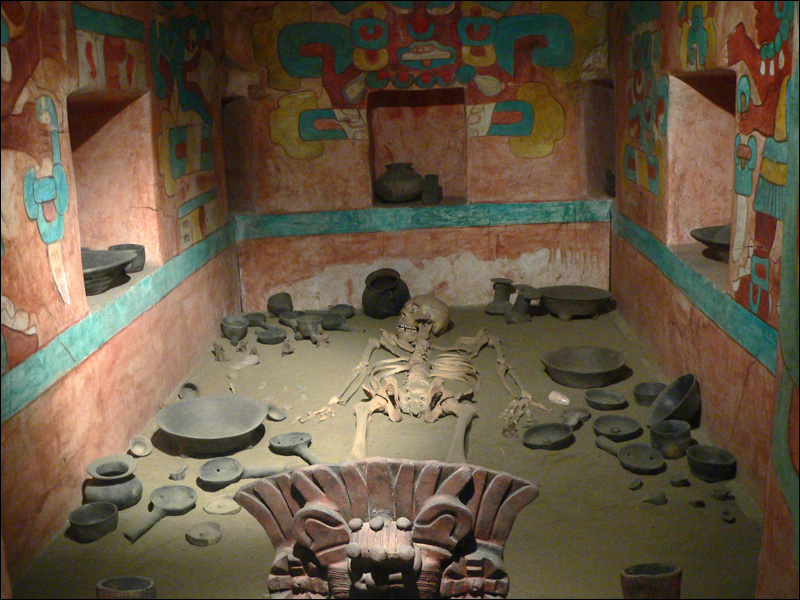
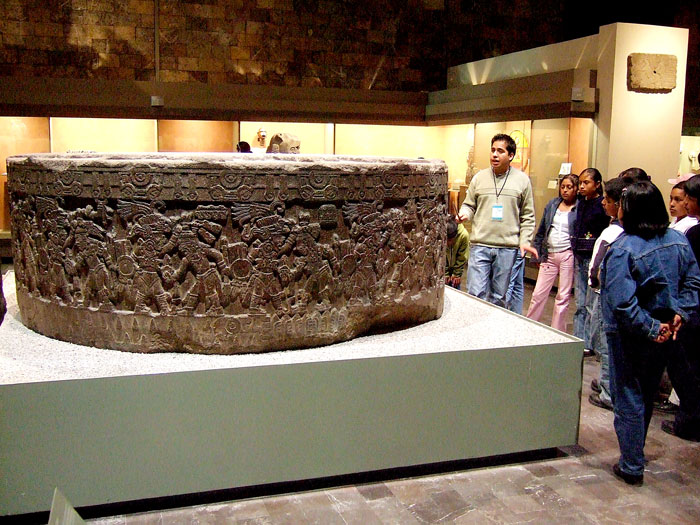
«Камінь вождя Тісока» зі сценами його перемог, Національний музей антропології, Мехіко.
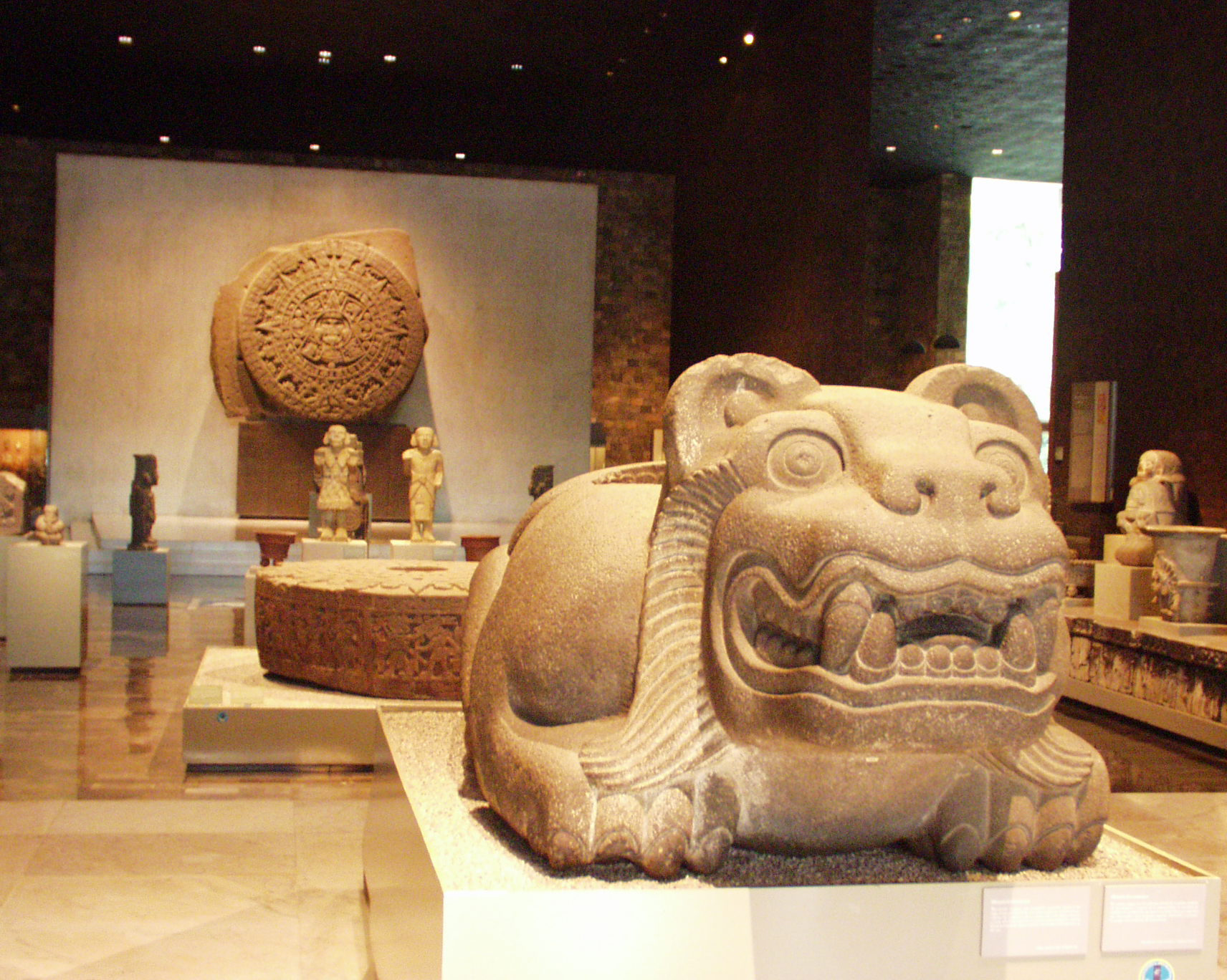